# 陸上自衛隊の後方支援部隊
陸上自衛隊の後方支援部隊（りくじょうじえいたいのこうほうしえんぶたい）は陸上自衛隊において一元的に後方支援を行っている部隊である。

## 概要
諸職種混成（武器科・需品科・輸送科・衛生科等）の部隊となっており、各部隊に対する整備や補給、輸送支援などを行う。各方面隊には、1個ずつ補給処および方面後方支援隊が置かれており、各師団・旅団等にも後方支援連隊・後方支援隊が置かれていて衛生支援も行う。団規模の部隊にも後方支援大隊等の部隊が編成され隷属している。
陸上自衛隊では、1990年（平成2年）代から2000年（平成12年）代にかけて、後方支援体制を見直し、それまでの職種別の支援体制から、部隊をまとめ、一元的な支援を行う体制となった。なお、2以上の職種で構成されている「後方支援」部隊の隊旗の職種標識色は藍色となっている。

## 補給処および部隊の一覧
補給処
- 陸上自衛隊補給統制本部（十条駐屯地）
- 陸上自衛隊北海道補給処（島松駐屯地）
- 陸上自衛隊東北補給処（仙台駐屯地）
- 陸上自衛隊関東補給処（霞ヶ浦駐屯地）
- 陸上自衛隊関西補給処（宇治駐屯地）
- 陸上自衛隊九州補給処（目達原駐屯地）

陸上総隊司令部直轄部隊
- 水陸機動団後方支援大隊（相浦駐屯地）
- 第1空挺団後方支援隊（相浦駐屯地）

方面直轄部隊
- 北部方面後方支援隊（島松駐屯地）
- 東北方面後方支援隊（仙台駐屯地）
- 東部方面後方支援隊（朝霞駐屯地）
- 中部方面後方支援隊（桂駐屯地）
- 西部方面後方支援隊（目達原駐屯地）

師団直轄部隊
- 第1後方支援連隊（練馬駐屯地）
- 第2後方支援連隊（旭川駐屯地）
- 第3後方支援連隊（千僧駐屯地）
- 第4後方支援連隊（福岡駐屯地）
- 第6後方支援連隊（神町駐屯地）
- 第7後方支援連隊（東千歳駐屯地）
- 第8後方支援連隊（北熊本駐屯地）
- 第9後方支援連隊（八戸駐屯地）
- 第10後方支援連隊（春日井駐屯地）

旅団直轄部隊
- 第5後方支援隊（帯広駐屯地）
- 第11後方支援隊（真駒内駐屯地）
- 第12後方支援隊（相馬原駐屯地）
- 第13後方支援隊（海田市駐屯地）
- 第14後方支援隊（善通寺駐屯地）
- 第15後方支援隊（那覇駐屯地）

## 補給処
補給処（ほきゅうしょ）は、陸上自衛隊の機関であり、全体を統制する陸上自衛隊補給統制本部のほか、各方面隊ごとに1個置かれている。物資の調達や資器材の重整備を担当する。地区ごとの補給処は、各方面総監の指揮下にあるが、全体の統制は補給統制本部が行う。

## 方面後方支援隊
方面後方支援隊（ほうめんこうほうしえんたい）は、各方面隊ごとに置かれており、一等陸佐（一）が指揮を執る。編制は隊本部の他、補給部隊、弾薬部隊、全般支援部隊、職種別の直接支援部隊（普通科直接支援、対舟艇対戦車直接支援、特科直接支援、高射直接支援、施設直接支援、通信直接支援）、輸送隊、不発弾処理隊等からなる。

## 補給大隊
補給大隊（ほきゅうだいたい）は、即応予備自衛官を主体として編成（コア部隊）された需品科の部隊で、各方面隊の方面後方支援隊の隷下に編成され、有事の際に、作戦行動を行う上で必要となる装備品や部品などを、補給処等から取得し前方の部隊に配分し、入浴や洗濯等の支援を行う。補給大隊本部、補給大隊本部付隊および2個補給中隊からなる。補給大隊長は2等陸佐が充てられる。
補給大隊の一覧
- 第101補給大隊（桂駐屯地）中部方面後方支援隊：2017年（平成29年）3月27日新編。

- 第102補給大隊（仙台駐屯地）東北方面後方支援隊：2018年（平成30年）3月27日新編。
- 第103補給大隊（霞ヶ浦駐屯地）東部方面後方支援隊：2018年（平成30年）3月27日新編。
- 第104補給大隊（島松駐屯地）北部方面後方支援隊：2019年（平成31年）3月26日新編[3]。
- 第105補給大隊（目達原駐屯地）西部方面後方支援隊：2019年（平成31年）3月26日新編。

## 全般支援（大）隊
全般支援大隊（ぜんぱんしえんだいたい）は、方面直轄部隊等に対する部品補給、野整備（直接支援部隊が支援する品目を除く。）、直接支援大隊に対する増援等の任務を有する諸職種混成の後方支援部隊で、各方面隊の方面後方支援隊の隷下に編成されている。所要の大きい北部方面隊には3個大隊、東部方面隊には2個大隊および全般支援隊1個が、その他の方面隊には1個大隊が配置されている。全般支援大隊長は2等陸佐が充てられ、大隊本部、大隊本部付隊（本部業務の支援を実施）、整備中隊（装備品の整備・回収を実施）および補給中隊（整備用部品等の補給を実施）からなる。
全般支援大隊等の一覧
- 第101全般支援大隊（島松駐屯地）北部方面後方支援隊
- 第102全般支援大隊（真駒内駐屯地）北部方面後方支援隊
- 第103全般支援大隊（上富良野駐屯地）北部方面後方支援隊
- 第104全般支援大隊（朝霞駐屯地）東部方面後方支援隊
- 第105全般支援大隊（富士駐屯地）東部方面後方支援隊
- 第106全般支援大隊（目達原駐屯地）西部方面後方支援隊
- 第107全般支援大隊（桂駐屯地）中部方面後方支援隊
- 第108全般支援大隊（仙台駐屯地）東北方面後方支援隊
- 第101全般支援隊（霞ヶ浦駐屯地）東部方面後方支援隊

全般支援大隊等の配置
- 北部方面隊
  - 北部方面後方支援隊
    - 第101全般支援大隊（島松駐屯地）
    - 第102全般支援大隊（真駒内駐屯地）
    - 第103全般支援大隊（上富良野駐屯地）
- 東北方面隊
  - 東北方面後方支援隊
    - 第108全般支援大隊（仙台駐屯地）
- 東部方面隊
  - 東部方面後方支援隊
    - 第104全般支援大隊（朝霞駐屯地）
      - 整備中隊化学整備小隊（大宮駐屯地）

    - 第105全般支援大隊（富士駐屯地）
    - 第101全般支援隊（霞ヶ浦駐屯地）
      - 整備中隊木更津派遣隊（木更津駐屯地）
- 中部方面隊
  - 中部方面後方支援隊
    - 第107全般支援大隊（桂駐屯地）
      - 整備中隊「107全支-整」
        - 善通寺派遣隊（善通寺駐屯地）：第14旅団管内の中部方面隊直轄部隊を支援
        - 明野派遣隊（明野駐屯地）：明野駐屯地に所在する部隊等の車両の整備を実施
        - 今津派遣隊（今津駐屯地）：今津駐屯地に所在する中部方面隊直轄部隊を支援
- 西部方面隊
  - 西部方面後方支援隊
    - 第106全般支援大隊（目達原駐屯地）
      - 整備中隊健軍派遣隊（健軍駐屯地）：西部方面輸送隊等を支援

全般支援大隊等の概要
第101全般支援大隊（だいイチマルイチぜんぱんしえんだいたい）は、島松駐屯地に駐屯し第7師団管内の北部方面隊直轄部隊等を支援する北部方面後方支援隊隷下の後方支援部隊である。
- 改編部隊：第302武器野整備中隊
- 創設　　：2000年（平成12年）3月28日
- 編成地　：島松駐屯地
- 隊旗　　：藍の大隊旗
  - 全般支援大隊本部付隊：藍の中隊旗（乙）
  - 整備中隊：藍の中隊旗（乙）
  - 補給中隊：藍の中隊旗（乙）
- 編成　　：
  - 第101全般支援大隊本部　
  - 第101全般支援大隊本部付隊「101全支-本」
  - 整備中隊「101全支-整」
  - 補給中隊「101全支-補」
- 上級部隊：北部方面後方支援隊
- 備考　　：

第102全般支援大隊（だいイチマルニぜんぱんしえんだいたい）は、真駒内駐屯地に駐屯し第11旅団管内の北部方面隊直轄部隊等を支援する北部方面後方支援隊隷下の後方支援部隊である。
- 改編部隊：
- 創設　　：2000年（平成12年）3月28日
- 編成地　：真駒内駐屯地
- 隊旗　　：藍の大隊旗
  - 全般支援大隊本部付隊：藍の中隊旗（乙）
  - 整備中隊：藍の中隊旗（乙）
  - 補給中隊：藍の中隊旗（乙）
- 編成　　：
  - 第102全般支援大隊本部　
  - 第102全般支援大隊本部付隊「102全支-本」
  - 整備中隊「102全支-整」
  - 補給中隊「102全支-補」
- 上級部隊：北部方面後方支援隊
- 備考　　：

第103全般支援大隊（だいイチマルサンぜんぱんしえんだいたい）は、上富良野駐屯地に駐屯し第2師団および第5旅団管内の北部方面隊直轄部隊等を支援する北部方面後方支援隊隷下の後方支援部隊である。
- 改編部隊：
- 創設　　：2000年（平成12年）3月28日
- 編成地　：上富良野駐屯地
- 隊旗　　：藍の大隊旗
  - 全般支援大隊本部付隊：藍の中隊旗（乙）
  - 整備中隊：藍の中隊旗（乙）
  - 補給中隊：藍の中隊旗（乙）
- 編成　　：
  - 第103全般支援大隊本部　
  - 第103全般支援大隊本部付隊「103全支-本」
  - 整備中隊「103全支-整」
  - 補給中隊「103全支-補」
- 上級部隊：北部方面後方支援隊
- 備考　　：

第104全般支援大隊（だいイチマルヨンぜんぱんしえんだいたい）は、朝霞駐屯地に駐屯し東部方面隊直轄部隊等を支援する東部方面後方支援隊隷下の後方支援部隊である。
朝霞駐屯地（東京都）、大宮駐屯地（埼玉県）と久里浜駐屯地（神奈川県）に所在し、東京、神奈川、埼玉、茨城、千葉、長野、群馬、新潟の各都県に所在する部隊に対して、装備品の整備・回収、部品補給などの後方支援を行う。
- 改編部隊：
- 創設　　：2002年（平成14年）3月27日
- 編成地　：朝霞駐屯地
- 隊旗　　：藍の大隊旗
  - 全般支援大隊本部付隊：藍の中隊旗（乙）
  - 整備中隊：藍の中隊旗（乙）
  - 補給中隊：藍の中隊旗（乙）
- 編成　　：
  - 第104全般支援大隊本部
  - 第104全般支援大隊本部付隊「104全支-本」
  - 補給中隊「104全支-補」
  - 整備中隊「104全支-整」
    - 化学整備小隊（大宮駐屯地）
- 上級部隊：東部方面後方支援隊
- 備考　　：

第105全般支援大隊（だいイチマルゴぜんぱんしえんだいたい）は、富士駐屯地に駐屯し東部方面隊直轄部隊等を支援する東部方面後方支援隊隷下の後方支援部隊である。
- 改編部隊：第308武器野整備中隊
- 創設　　：2002年（平成14年）3月27日
- 編成地　：富士駐屯地
- 隊旗　　：藍の大隊旗
  - 全般支援大隊本部付隊：藍の中隊旗（乙）
  - 整備中隊：藍の中隊旗（乙）
  - 補給中隊：藍の中隊旗（乙）
- 編成　　：
  - 第105全般支援大隊本部
  - 第105全般支援大隊本部付隊「105全支-本」
  - 補給中隊「105全支-補」
  - 整備中隊「105全支-整」
- 上級部隊：東部方面後方支援隊
- 備考　　：

第106全般支援大隊（だいイチマルロクぜんぱんしえんだいたい）は、目達原駐屯地に駐屯し西部方面隊直轄部隊等を支援する西部方面後方支援隊隷下の後方支援部隊である。
- 改編部隊：
- 創設　　：2003年（平成15年）3月27日
- 編成地　：目達原駐屯地
- 隊旗　　：藍の大隊旗
  - 全般支援大隊本部付隊：藍の中隊旗（乙）
  - 整備中隊：藍の中隊旗（乙）
  - 補給中隊：藍の中隊旗（乙）
- 編成　　：
  - 第106全般支援大隊本部
  - 第106全般支援大隊本部付隊「106全支-本」
  - 補給中隊「106全支-補」
  - 整備中隊「106全支-整」
    - 健軍派遣隊（健軍駐屯地）：西部方面輸送隊等を支援
- 上級部隊：西部方面後方支援隊

- 備考　　：

第107全般支援大隊（だいイチマルナナぜんぱんしえんだいたい）は、桂駐屯地に駐屯し中部方面隊直轄部隊等を支援する中部方面後方支援隊隷下の後方支援部隊である。
- 改編部隊：
- 創設　　：2004年（平成16年）3月29日
- 編成地　：桂駐屯地
- 隊旗　　：藍の大隊旗
  - 全般支援大隊本部付隊：藍の中隊旗（乙）
  - 整備中隊：藍の中隊旗（乙）
  - 補給中隊：藍の中隊旗（乙）
- 編成　　：
  - 第107全般支援大隊本部
  - 第107全般支援大隊本部付隊「107全支-本」
  - 補給中隊「107全支-補」
  - 整備中隊「107全支-整」
    - 善通寺派遣隊（善通寺駐屯地）
    - 明野派遣隊（明野駐屯地）
    - 今津派遣隊（今津駐屯地）
- 上級部隊：中部方面後方支援隊

- 備考　　：善通寺派遣隊（善通寺駐屯地）は、第14旅団管内の中部方面隊直轄部隊を支援、明野派遣隊（明野駐屯地）は明野駐屯地に所在する部隊等の車両の整備を実施する。

第108全般支援大隊（だいイチマルハチぜんぱんしえんだいたい）は、仙台駐屯地に駐屯し東北方面隊直轄部隊等を支援する東北方面後方支援隊隷下の後方支援部隊である。
- 改編部隊：
- 創設　　：2006年（平成18年）3月27日
- 編成地　：仙台駐屯地
- 隊旗　　：藍の大隊旗
  - 全般支援大隊本部付隊：藍の中隊旗（乙）
  - 整備中隊：藍の中隊旗（乙）
  - 補給中隊：藍の中隊旗（乙）
- 編成　　：
  - 第108全般支援大隊本部
  - 第108全般支援大隊本部付隊「108全支-本」
  - 補給中隊「108全支-補」
  - 整備中隊「108全支-整」
- 上級部隊：東北方面後方支援隊

- 備考　　：

第101全般支援隊（だいイチマルイチぜんぱんしえんたい）は、霞ヶ浦駐屯地に駐屯し茨城・千葉・栃木の３県に所在する東部方面隊直轄部隊等支援を任務とする東部方面後方支援隊隷下の後方支援部隊である。
- 改編部隊：
- 創設　　：2002年（平成14年）3月27日
- 編成地　：霞ヶ浦駐屯地
- 隊旗　　：藍の大隊旗
  - 全般支援隊本部付隊：藍の中隊旗（乙）
  - 整備中隊：藍の中隊旗（乙）
  - 補給中隊：藍の中隊旗（乙）
- 編成　　：
  - 第101全般支援隊本部
  - 第101全般支援隊本部付隊「101全支-本」
  - 補給中隊「101全支-補」
  - 整備中隊「101全支-整」
    - 木更津派遣隊（木更津駐屯地）
- 上級部隊：東部方面後方支援隊

- 備考　　：

## 直接支援（大・中）隊
直接支援大隊（ちょくせつしえんだいたい）は、支援を担当する方面直轄部隊の野整備直接支援（部隊が保有する火器、車両、誘導武器、施設器材および通信電子機材等の整備、回収）の任務を有する諸職種混成の後方支援部隊で、各方面隊の方面後方支援隊の隷下に編成されている。職種部隊ごとに編成されていて支援する部隊の規模により団ならば大隊、連隊、群、隊ならば中隊または隊と編成規模が異なる。直接支援大隊長は2等陸佐。

### 普通科直接支援部隊
方面混成団隷下の普通科連隊および方面対舟艇対戦車隊等の方面隊直轄の普通科部隊の整備支援を行う部隊は普通科直接支援中隊8個、普通科直接支援隊3個および対舟艇対戦車直接支援隊2個が編成された。普通科直接支援隊は全て廃止されている。

#### 普通科直接支援中隊
普通科直接支援中隊（ふつうかちょくせつしえんちゅうたい）は、普通科連隊を直接支援する諸職種混成の後方支援部隊で、方面直接支援隊の隷下に編成されている。普通科直接支援中隊長は3等陸佐。第301から第308までの8個中隊が編成されている。支援する部隊は、方面混成団隷下の普通科連隊で、普通科中隊4個以上で編成されている。普通科直接支援隊から改編された部隊以外は師団後方支援連隊等の普通科直接支援中隊等を改編して新編された。
普通科直接支援中隊の一覧
- 第301普通科直接支援中隊（多賀城駐屯地）東北方面後方支援隊：第38普通科連隊を支援
- 第302普通科直接支援中隊（武山駐屯地）東部方面後方支援隊：第31普通科連隊を支援
- 第303普通科直接支援中隊（相馬原駐屯地）東部方面後方支援隊：第48普通科連隊を支援
- 第304普通科直接支援中隊（福岡駐屯地）西部方面後方支援隊：第19普通科連隊を支援
- 第305普通科直接支援中隊（真駒内駐屯地）北部方面後方支援隊：第52普通科連隊を支援
- 第306普通科直接支援中隊（豊川駐屯地）中部方面後方支援隊：第49普通科連隊を支援
- 第307普通科直接支援中隊（海田市駐屯地）中部方面後方支援隊：第47普通科連隊を支援

- 第308普通科直接支援中隊（えびの駐屯地）西部方面後方支援隊：第24普通科連隊を支援

普通科直接支援中隊の概要
第301普通科直接支援中隊（だいさんまるいちふつうかちょくせつしえんちゅうたい）は、多賀城駐屯地に駐屯し第38普通科連隊を支援する東北方面後方支援隊隷下の後方支援部隊である。
- 改編部隊：第38普通科連隊整備関連部隊および東北方面武器隊の一部
- 創設　　：2006年（平成18年）3月27日
- 編成地　：多賀城駐屯地
- 隊旗　　：藍の中隊旗（甲）
- 車両表示：301普直支
- 上級部隊：東北方面後方支援隊

- 備考　　：

第302普通科直接支援中隊（だいさんまるにふつうかちょくせつしえんちゅうたい）は、武山駐屯地に駐屯し第31普通科連隊を支援する東部方面後方支援隊隷下の後方支援部隊である。
- 改編部隊：第1後方支援連隊第2整備大隊第2普通科直接支援隊
- 創設　　：2011年（平成23年）4月22日
- 編成地　：武山駐屯地
- 隊旗　　：藍の中隊旗（甲）
- 車両表示：302普直支
- 上級部隊：東部方面後方支援隊

- 備考　　：

第303普通科直接支援中隊（だいさんまるさんふつうかちょくせつしえんちゅうたい）は、相馬原駐屯地に駐屯し第48普通科連隊を支援する東部方面後方支援隊隷下の後方支援部隊である。
- 改編部隊：第12後方支援隊第2整備中隊第4普通科直接支援小隊
- 創設　　：2013年（平成25年）3月26日
- 編成地　：相馬原駐屯地
- 隊旗　　：藍の中隊旗（甲）
- 車両表示：303普直支
- 上級部隊：東部方面後方支援隊

- 備考　　：

第304普通科直接支援中隊（だいさんまるよんふつうかちょくせつしえんちゅうたい）は、福岡駐屯地に駐屯し第19普通科連隊を支援する西部方面後方支援隊隷下の後方支援部隊である。
- 改編部隊：第4後方支援連隊第2整備大隊第2普通科直接支援中隊
- 創設　　：2013年（平成25年）3月26日
- 編成地　：福岡駐屯地
- 隊旗　　：藍の中隊旗（甲）
- 車両表示：304普直支
- 上級部隊：西部方面後方支援隊

- 備考　　：

第305普通科直接支援中隊（だいさんまるごふつうかちょくせつしえんちゅうたい）は、真駒内駐屯地に駐屯し第52普通科連隊を支援する北部方面後方支援隊隷下の後方支援部隊である。
- 改編部隊：第303普通科直接支援隊
- 創設　　：2014年（平成26年）3月26日
- 編成地　：真駒内駐屯地
- 隊旗　　：藍の中隊旗（甲）
- 車両表示：305普直支
- 上級部隊：北部方面後方支援隊

- 備考　　：

第306普通科直接支援中隊（だいさんまるろくふつうかちょくせつしえんちゅうたい）は、豊川駐屯地に駐屯し第49普通科連隊を支援する中部方面後方支援隊隷下の後方支援部隊である。
- 改編部隊：第10後方支援連隊第2整備大隊第4普通科直接支援中隊
- 創設　　：2014年（平成26年）3月26日
- 編成地　：豊川駐屯地
- 隊旗　　：藍の中隊旗（甲）
- 車両表示：306普直支
- 上級部隊：中部方面後方支援隊

- 備考　　：

第307普通科直接支援中隊（だいさんまるななふつうかちょくせつしえんちゅうたい）は、海田市駐屯地に駐屯し第47普通科連隊を支援する中部方面後方支援隊隷下の後方支援部隊である。
- 改編部隊：第302普通科直接支援隊
- 創設　　：2014年（平成26年）3月26日
- 編成地　：海田市駐屯地
- 隊旗　　：藍の中隊旗（甲）
- 車両表示：307普直支
- 上級部隊：中部方面後方支援隊

- 備考　　：

第308普通科直接支援中隊（だいさんまるはちふつうかちょくせつしえんちゅうたい）は、えびの駐屯地に駐屯し第24普通科連隊を支援する西部方面後方支援隊隷下の後方支援部隊である。
- 改編部隊：第8後方支援連隊第2整備大隊第2普通科直接支援中隊
- 創設　　：2018年（平成30年）3月27日
- 編成地　：えびの駐屯地
- 隊旗　　：藍の中隊旗（甲）
- 車両表示：308普直支
- 上級部隊：西部方面後方支援隊

- 備考　　：

#### 普通科直接支援隊
普通科直接支援隊（ふつうかちょくせつしえんたい）は、廃止された部隊で普通科中隊3個中隊で編制された普通科連隊（軽）相当の部隊を支援していたため中隊より規模の小さい隊編成となっていた。第301から第303までの3個隊が編成されていた。
普通科直接支援隊の一覧
- 第301普通科直接支援隊（相浦駐屯地）西部方面後方支援隊：西部方面普通科連隊を支援
- 第302普通科直接支援隊（海田市駐屯地）中部方面後方支援隊：第47普通科連隊を支援
- 第303普通科直接支援隊（真駒内駐屯地）北部方面後方支援隊：第52普通科連隊を支援

普通科直接支援隊の概要
第301普通科直接支援隊（だいさんまるいちふつうかちょくせつしえんたい）は、相浦駐屯地に駐屯し西部方面普通科連隊を支援していた西部方面後方支援隊隷下の後方支援部隊で2018年（平成30年）3月27日に廃止された。
- 改編部隊：西部方面普通科連隊整備関連部隊および西部方面武器隊の一部
- 創設　　：2003年（平成15年）3月27日
- 編成地　：相浦駐屯地
- 車両表示：301普直支
- 隊旗　　：藍の中隊旗
- 上級部隊：西部方面後方支援隊
- 廃止　　：2018年（平成30年）3月27日
- 廃止地　：相浦駐屯地
- 後継部隊：水陸機動団後方支援大隊第1普通科直接支援小隊
- 備考　　：

第302普通科直接支援隊（だいさんまるにふつうかちょくせつしえんたい）は、海田市駐屯地に駐屯し第47普通科連隊を支援していた西部方面後方支援隊隷下の後方支援部隊で2014年（平成26年）3月25日に廃止された。
- 改編部隊：第13後方支援隊第2整備中隊第4普通科直接支援小隊

- 創設　　：2008年（平成20年）3月26日
- 編成地　：海田市駐屯地
- 隊旗　　：藍の中隊旗
- 車両表示：302普直支
- 上級部隊：中部方面後方支援隊

- 廃止　　：2014年（平成26年）3月25日
- 廃止地　：海田市駐屯地
- 後継部隊：第307普通科直接支援中隊
- 備考　　：

第303普通科直接支援隊（だいさんまるにふつうかちょくせつしえんたい）は、真駒内駐屯地に駐屯し第52普通科連隊を支援していた北部方面後方支援隊隷下の後方支援部隊で2014年（平成26年）3月25日に廃止された。
- 創設　　：2011年（平成23年）4月22日
- 編成地　：真駒内駐屯地
- 隊旗　　：藍の中隊旗
- 車両表示：303普直支
- 上級部隊：北部方面後方支援隊

- 廃止　　：2014年（平成26年）3月25日
- 廃止地　：真駒内駐屯地
- 後継部隊：第305普通科直接支援中隊
- 備考　　：

#### 対舟艇対戦車直接支援隊
対舟艇対戦車直接支援隊（たいしゅうていたいせんしゃちょくせつしえんたい）は、方面対舟艇対戦車隊を直接支援する諸職種混成の後方支援部隊で、方面直接支援隊の隷下に編成されている。対舟艇対戦車直接支援中隊長は1等陸尉。第301から第302までの2個隊が編成されている。
対舟艇対戦車直接支援隊の一覧
- 第301対舟艇対戦車直接支援隊（倶知安駐屯地）北部方面後方支援隊：北部方面対舟艇対戦車隊を支援

- 第302対舟艇対戦車直接支援隊（玖珠駐屯地）第8師団（平素隷属）：西部方面対舟艇対戦車隊を支援

対舟艇対戦車直接支援隊の概要
第301対舟艇対戦車直接支援隊（だいさんまるいちたいしゅうていたいせんしゃちょくせつしえんたい）は、倶知安駐屯地に駐屯し北部方面対舟艇対戦車隊を支援する北部方面後方支援隊隷下の後方支援部隊である。
- 改編部隊：主に、北部方面後方支援隊隷下部隊からの隊員で、一部第11対戦車隊と第28普通科連隊第4普通科中隊の隊員を受け入れて編成。
- 創設　　：2000年（平成12年）3月28日
- 編成地　：倶知安駐屯地
- 隊旗　　：藍の中隊旗
- 車両表示：301対直支
- 上級部隊：北部方面後方支援隊

- 備考　　：

第302対舟艇対戦車直接支援隊（だいさんまるにたいしゅうていたいせんしゃちょくせつしえんたい）は、玖珠駐屯地に駐屯し西部方面対舟対戦車隊を支援する西部方面後方支援隊隷下の後方支援部隊である。
- 改編部隊：第4後方支援連隊第2整備大隊対舟艇対戦車直接支援隊
- 創設　　：2013年（平成25年）3月26日
- 編成地　：玖珠駐屯地
- 隊旗　　：藍の中隊旗
- 車両表示：302対直支
- 上級部隊：

1. 平素第4師団第4後方支援連隊に隷属：2013年（平成25年）3月26日から
2. 平素第8師団第8後方支援連隊に隷属：2015年（平成27年）3月26日から

- 備考　　：

### 特科直接支援部隊
方面隊直轄の野戦特科部隊の整備支援を行う部、特科団を支援する特科直接支援大隊が2個、方面特科隊を支援する特科直接支援隊が3個および、特科群、方面特科連隊、地対艦ミサイル連隊を支援する特科直接支援中隊が8個が編成された。被支援部隊の新改編により廃編された部隊もあり、大隊が2個、中隊が4個が2025年（令和7年）2月現在編成されている。
特科直接支援部隊の配置
北部方面隊
- 北部方面後方支援隊
  - 第101特科直接支援大隊（北千歳駐屯地）：第1特科団を支援
    - 第1直接支援中隊（北千歳駐屯地）：第1特科群を支援
      - 第？直接支援小隊（上富良野駐屯地）：第131特科大隊を支援

    - 第3直接支援中隊（北千歳駐屯地）：第1地対艦ミサイル連隊を支援
    - 第4直接支援中隊（美唄駐屯地）：第2地対艦ミサイル連隊を支援
    - 第5直接支援中隊（上富良野駐屯地）：第3地対艦ミサイル連隊を支援

東北方面隊
- 東北方面後方支援隊
  - 第305特科直接支援中隊（岩手駐屯地）：東北方面特科連隊を支援
  - 第307特科直接支援中隊（八戸駐屯地）：第4地対艦ミサイル連隊を支援

東部方面隊
- 東部方面後方支援隊
  - 第306特科直接支援中隊（北富士駐屯地）：東部方面特科連隊を支援
    - 第1特科直接支援小隊（北富士駐屯地）：第1特科大隊を支援
    - 第2特科直接支援小隊（宇都宮駐屯地）：第2特科大隊を支援

中部方面隊
- 中部方面後方支援隊
  - 第308特科直接支援中隊（姫路駐屯地）：中部方面特科連隊を支援
    - 第1直接支援小隊（姫路駐屯地）：第1特科大隊を支援
    - 第2直接支援小隊（豊川駐屯地）：第2特科大隊を支援
    - 第3直接支援小隊（日本原駐屯地）：第3特科大隊を支援
    - 第4直接支援小隊（松山駐屯地）：第4特科大隊を支援

西部方面隊
- 西部方面後方支援隊
  - 第102特科直接支援大隊（湯布院駐屯地）：第2特科団を支援
    - 第1直接支援中隊「102特直支-1」（北熊本駐屯地）：西部方面特科連隊を支援
      - 第1直接支援小隊（北熊本駐屯地）：第1特科大隊を支援
      - 第2直接支援小隊（玖珠駐屯地）：第2特科大隊を支援
      - 第3直接支援小隊（えびの駐屯地）：第3特科大隊を支援
      - 第4直接支援小隊（久留米駐屯地）：第4特科大隊を支援

    - 第2直接支援中隊「102特直支-2」（健軍駐屯地）：第5地対艦ミサイル連隊を支援
    - 第3直接支援中隊「102特直支-3」（勝連分屯地）：第7地対艦ミサイル連隊を支援
      - 第1直接支援小隊（瀬戸内分屯地）：第1地対艦ミサイル中隊を支援
      - 第2直接支援小隊（宮古島駐屯地）：第2地対艦ミサイル中隊を支援
      - 第3直接支援小隊（石垣駐屯地）：第3地対艦ミサイル中隊を支援
      - 第4直接支援小隊（勝連分屯地）：第4地対艦ミサイル中隊を支援

    - 第4直接支援中隊「102特直支-4」（湯布院駐屯地）：第8地対艦ミサイル連隊を支援

#### 特科直接支援大隊
特科直接支援大隊（とっかちょくせつしえんだいたい）は、特科団を直接支援する諸職種混成の後方支援部隊で、方面直接支援隊の隷下に編成されている。特科直接支援大隊長は2等陸佐で、第101から第102の2個大隊が編成されている。大隊本部、大隊本部付隊、整備隊、数個の直接支援支援中隊からなる。
特科直接支援大隊の一覧
- 第101特科直接支援大隊（北千歳駐屯地）北部方面後方支援隊：第1特科団を支援
- 第102特科直接支援大隊（湯布院駐屯地）西部方面後方支援隊：第2特科団を支援

特科直接支援大隊の概要
第101特科直接支援大隊（だいいちまるいちとっかちょくせつしえんだいたい）は、北千歳駐屯地に駐屯し第1特科団を支援する北部方面後方支援隊隷下の後方支援部隊である。
- 創設　　：2000年（平成12年）3月28日
- 編成地　：北千歳駐屯地
- 隊旗　　：藍の大隊旗
- 編制　　：
  - 第101特科直接支援大隊本部　
  - 第101特科直接支援大隊本部付隊「101特直支-本」
  - 整備隊「101特直支-整」
  - 第1直接支援中隊「101特直支-1」（北千歳駐屯地）：第1特科群を支援
    - 第？直接支援小隊（上富良野駐屯地）：第131特科大隊を支援

  - 第3直接支援中隊「101特直支-3」（北千歳駐屯地）：第1地対艦ミサイル連隊を支援
  - 第4直接支援中隊「101特直支-4」（美唄駐屯地）：第2地対艦ミサイル連隊を支援
  - 第5直接支援中隊「101特直支-5」（上富良野駐屯地）：第3地対艦ミサイル連隊を支援
- 上級部隊：北部方面後方支援隊
- 備考　　：

第102特科直接支援大隊（だいいちまるにとっかちょくせつしえんだいたい）は、湯布院駐屯地に駐屯し第2特科団を支援する西部方面後方支援隊隷下の後方支援部隊である。
- 創設　　：2024年（令和6年）3月21日
- 編成地　：湯布院駐屯地
- 隊旗　　：藍の大隊旗
- 編制　　：
  - 第102特科直接支援大隊本部
  - 第102特科直接支援大隊本部付隊「102特直支-本」
  - 整備隊「102特直支-整」
  - 第1直接支援中隊「102特直支-1」（北熊本駐屯地）：西部方面特科連隊を支援
    - 第1直接支援小隊：第1特科大隊を支援
    - 第2直接支援小隊（玖珠駐屯地）：第2特科大隊を支援
    - 第3直接支援小隊（えびの駐屯地）：第3特科大隊を支援
    - 第4直接支援小隊（久留米駐屯地）：第4特科大隊を支援

  - 第2直接支援中隊「102特直支-2」（健軍駐屯地）：第5地対艦ミサイル連隊を支援
  - 第3直接支援中隊「102特直支-3」（勝連分屯地）：第7地対艦ミサイル連隊を支援
    - 第1直接支援小隊（瀬戸内分屯地）：第1地対艦ミサイル中隊を支援
    - 第2直接支援小隊（宮古島駐屯地）：第2地対艦ミサイル中隊を支援
    - 第3直接支援小隊（石垣駐屯地）：第3地対艦ミサイル中隊を支援
    - 第4直接支援小隊：第4地対艦ミサイル中隊を支援
- 上級部隊：西部方面後方支援隊
- 備考　　：

#### 特科直接支援中隊
特科直接支援中隊（とっかちょくせつしえんちゅうたい）は、方面隊直轄の野戦特科部隊の連隊等を支援する後方支援部隊で、方面直接支援隊の隷下に編成されている。特科直接支援中隊長は3等陸佐で、第301から第308の8個中隊が編成されたが、被支援部隊の改編等により4個中隊が廃止された。
特科直接支援中隊の一覧
※太字は、廃止された部隊。
- 第301特科直接支援中隊（宇都宮駐屯地）東部方面後方支援隊：2011年（平成23年）4月21日廃止。第6地対艦ミサイル連隊を支援
- 第302特科直接支援中隊（仙台駐屯地）東北方面後方支援隊：2010年（平成22年）3月25日廃止され第102特科直接支援隊に増強改編。第2特科群を支援
- 第303特科直接支援中隊（八戸駐屯地）東北方面後方支援隊：2010年（平成22年）3月25日廃止され第102特科直接支援隊直接支援中隊に改編。第4地対艦ミサイル連隊を支援
- 第304特科直接支援中隊（北熊本駐屯地）西部方面後方支援隊：2019年（平成31年）3月26日廃止。西部方面特科連隊を支援
- 第305特科直接支援中隊（岩手駐屯地）東北方面後方支援隊：東北方面特科連隊を支援
- 第306特科直接支援中隊（北富士駐屯地）東部方面後方支援隊：東部方面特科連隊を支援
- 第307特科直接支援中隊（八戸駐屯地）東北方面後方支援隊：第4地対艦ミサイル連隊を支援
- 第308特科直接支援中隊（姫路駐屯地）中部方面後方支援隊：中部方面特科連隊を支援

特科直接支援中隊の概要
第301特科直接支援中隊（だいさんまるいちとっかちょくせつしえんちゅうたい）は、宇都宮駐屯地に駐屯していた第6地対艦ミサイル連隊を支援する東部方面後方支援隊隷下の後方支援部隊で2011年（平成23年）4月21日に廃止された。
- 改編部隊：第6地対艦ミサイル連隊直接支援隊等
- 創設　　：2001年（平成13年）3月27日
- 編成地　：宇都宮駐屯地
- 隊旗　　：藍の中隊旗（甲）
- 車両表示：301特直支
- 上級部隊：東部方面後方支援隊

- 廃止　　：2011年（平成23年）4月21日
- 廃止地　：宇都宮駐屯地
- 後継部隊：なし
- 備考　　：第6地対艦ミサイル連隊の廃止により廃編。

第302特科直接支援中隊（だいさんまるにとっかちょくせつしえんちゅうたい）は、仙台駐屯地に駐屯していた第2特科群を支援する東北方面後方支援隊隷下の後方支援部隊で2010年（平成22年）3月25日に廃止された。
- 創設　　：2006年（平成18年）3月27日
- 編成地　：仙台駐屯地
- 隊旗　　：藍の中隊旗（甲）
- 車両表示：302特直支
- 上級部隊：東北方面後方支援隊

- 廃止　　：2010年（平成22年）3月25日
- 廃止地　：仙台駐屯地
- 後継部隊：第102特科直接支援隊
- 備考　　：第2特科群の廃止により廃編。第102特科直接支援隊へ増強改編。

第303特科直接支援中隊（だいさんまるさんとっかちょくせつしえんちゅうたい）は、八戸駐屯地に駐屯していた第4地対艦ミサイル連隊を支援する東北方面後方支援隊隷下の後方支援部隊で2010年（平成22年）3月25日に廃止された。
- 改編部隊：第4地対艦ミサイル連隊直接支援隊等
- 創設　　：2006年（平成18年）3月27日
- 編成地　：八戸駐屯地
- 隊旗　　：藍の中隊旗（甲）
- 車両表示：303特直支
- 上級部隊：東北方面後方支援隊

- 廃止　　：2010年（平成22年）3月25日
- 廃止地　：八戸駐屯地
- 後継部隊：第102特科直接支援隊直接支援中隊
- 備考　　：新編の第102特科直接支援隊への編入のため廃編。

第304特科直接支援中隊（だいさんまるよんとっかちょくせつしえんちゅうたい）は、北熊本駐屯地に駐屯していた西部方面特科連隊を支援する西部方面後方支援隊隷下の後方支援部隊で2019年（平成31年）3月26日に廃止された。
- 改編部隊：第8後方支援連隊第2整備大隊特科直接支援中隊
- 創設　　：2018年（平成30年）3月27日
- 編成地　：北熊本駐屯地
- 隊旗　　：藍の中隊旗（甲）
- 車両表示：304特直支
- 編制　　：
  - 中隊本部
  - 第1直接支援小隊：第1特科大隊を支援
  - 第2直接支援小隊（玖珠駐屯地）：第2特科大隊を支援
  - 第3直接支援小隊（えびの駐屯地）：第3特科大隊を支援
  - 第4直接支援小隊（久留米駐屯地）：第4特科大隊を支援
- 上級部隊：西部方面後方支援隊

- 廃止　　：2019年（平成31年）3月26日
- 廃止地　：北熊本駐屯地
- 後継部隊：第101特科直接支援隊第1直接支援中隊
- 備考　　：西部方面特科連隊の西部方面特科隊隷下編入に伴う、第101特科直接支援隊への編入のため廃編。

第305特科直接支援中隊（だいさんまるごとっかちょくせつしえんちゅうたい）は、岩手駐屯地に駐屯し東北方面特科連隊を支援する東北方面後方支援隊隷下の後方支援部隊である。
- 改編部隊：第6後方支援連隊第2整備大隊特科直接支援中隊、第9後方支援連隊第2整備大隊特科直接支援中隊等
- 創設　　：2020年（令和2年）3月26日
- 編成地　：岩手駐屯地
- 隊旗　　：藍の中隊旗（甲）
- 車両表示：305特直支
- 編制　　：
  - 中隊本部
  - 第2特科直接支援小隊：第2特科大隊を支援
  - 第4特科直接支援小隊：第4特科大隊を支援
  - 郡山派遣隊
    - 第1特科直接支援小隊：第1特科大隊を支援
    - 第3特科直接支援小隊：第3特科大隊を支援
- 上級部隊：東北方面後方支援隊

- 備考　　：

第306特科直接支援中隊（だいさんまるろくとっかちょくせつしえんちゅうたい）は、北富士駐屯地に駐屯し東部方面特科連隊を支援する東部方面後方支援隊隷下の後方支援部隊である。
- 改編部隊：第1後方支援連隊第2整備大隊特科直接支援隊、第12後方支援隊第2整備中隊特科直接支援小隊等
- 創設　　：2023年（令和5年）3月16日
- 編成地　：北富士駐屯地
- 隊旗　　：藍の中隊旗（甲）
- 車両表示：306特直支
- 編制　　：
  - 中隊本部
  - 第1特科直接支援小隊：第1特科大隊を支援
  - 第2特科直接支援小隊（宇都宮駐屯地）：第2特科大隊を支援
- 上級部隊：東部方面後方支援隊

- 備考　　：

第307特科直接支援中隊（だいさんまるななとっかちょくせつしえんちゅうたい）は、八戸駐屯地に駐屯し第4地対艦ミサイル連隊を支援する東北方面後方支援隊隷下の後方支援部隊である。
- 改編部隊：第102特科直接支援隊直接支援中隊
- 創設　　：2024年（令和6年）3月21日
- 編成地　：八戸駐屯地
- 隊旗　　：藍の中隊旗（甲）
- 車両表示：307特直支
- 上級部隊：東北方面後方支援隊

- 備考　　：

第308特科直接支援中隊（だいさんまるはちとっかちょくせつしえんちゅうたい）は、姫路駐屯地に駐屯し中部方面特科連隊を支援する中部方面後方支援隊隷下の後方支援部隊である。
- 改編部隊：第3後方支援連隊第2整備大隊特科直接支援隊、第10後方支援連隊第2整備大隊特科直接支援隊、第13後方支援隊第2整備中隊特科直接支援小隊、第301特科直接支援隊等
- 創設　　：2024年（令和6年）3月21日
- 編成地　：姫路駐屯地
- 隊旗　　：藍の中隊旗（甲）
- 車両表示：308特直支
- 編制　　：
  - 中隊本部
  - 第1直接支援小隊：第1特科大隊を支援
  - 第2直接支援小隊（豊川駐屯地）：第2特科大隊を支援
  - 第3直接支援小隊（日本原駐屯地）：第3特科大隊を支援
  - 第4直接支援小隊（松山駐屯地）：第4特科大隊を支援
- 上級部隊：中部方面後方支援隊

- 備考　　：

#### 特科直接支援隊（廃止）
特科直接支援隊（とっかちょくせつしえんたい）は、方面特科隊を直接支援する諸職種混成の後方支援部隊で、方面直接支援隊の隷下に編成されていた。被支援部隊の規模により第101から第102と第301の3個隊が編成されたが、支援する特科部隊の廃編により全て廃止された。
特科直接支援隊の一覧
- 第101特科直接支援隊（湯布院駐屯地）西部方面後方支援隊：西部方面特科隊を支援
- 第102特科直接支援隊（仙台駐屯地）東北方面後方支援隊：東北方面特科隊を支援
- 第301特科直接支援隊（松山駐屯地）第14旅団（平素隷属）：中部方面特科隊を支援

特科直接支援隊の概要
第101特科直接支援隊（だいいちまるいちとっかちょくせつしえんたい）は、湯布院駐屯地に駐屯していた西部方面特科隊を支援する西部方面後方支援隊隷下の後方支援部隊で2024年（令和6年）3月20日に廃止された。
- 改編部隊：第312武器野整備中隊等
- 創設　　：2003年（平成15年）3月27日
- 編成地　：湯布院駐屯地
- 隊旗　　：藍の大隊旗
- 車両表示：101特直支
- 上級部隊：西部方面後方支援隊

- 廃止　　：2024年（令和6年）3月20日
- 廃止地　：湯布院駐屯地
- 後継部隊：第102特科直接支援大隊
- 備考　　：第102特科直接支援大隊に増強改編。（西部方面特科隊から第2特科団への増強のため）

第102特科直接支援隊（だいいちまるにとっかちょくせつしえんたい）は、仙台駐屯地に駐屯していた東北方面特科隊を支援する東北方面後方支援隊隷下の後方支援部隊で2024年（令和6年）3月20日に廃止された。
- 改編部隊：第302特科直接支援中隊
- 創設　　：2010年（平成22年）3月25日
- 編成地　：仙台駐屯地
- 隊旗　　：藍の大隊旗
- 車両表示：102特直支
- 上級部隊：東北方面後方支援隊

- 廃止　　：2024年（令和6年）3月20日
- 廃止地　：仙台駐屯地
- 後継部隊：第307特科直接支援中隊
- 備考　　：隷下の直接支援中隊を第307特科直接支援中隊（第4地対艦ミサイル連隊を支援）に縮小改編。（東北方面特科隊廃止、第4地対艦ミサイル連隊の東北方面隊直轄化のため）

第301特科直接支援隊（だいさんまるいちとっかちょくせつしえんたい）は、松山駐屯地に駐屯していた中部方面特科隊を支援する中部方面後方支援隊隷下の後方支援部隊で2024年（令和6年）3月20日に廃止された。
- 改編部隊：第14後方支援隊第2整備中隊特科直接支援小隊
- 創設　　：2018年（平成30年）3月27日
- 編成地　：松山駐屯地
- 隊旗　　：藍の中隊旗
- 車両表示：301特直支
- 上級部隊：第14旅団（平素隷属）

- 廃止　　：2024年（令和6年）3月20日
- 廃止地　：松山駐屯地
- 後継部隊：第308特科直接支援中隊第4直接支援小隊
- 備考　　：第308特科直接支援中隊第4直接支援小隊に改編。（中部方面特科連隊の編成のため）

### 高射直接支援部隊
方面隊直轄の高射特科部隊の整備支援を行う部隊で高射直接支援大隊2個、特科直接支援中隊3個および高射直接支援隊1個が編成された。方面後方支援隊が編成されるまでは各高射特科群に高射直接支援隊が編合されていた。
高射直接支援部隊の配置
北部方面隊
- 北部方面後方支援隊
  - 第101高射直接支援大隊（東千歳駐屯地）：第1高射特科団を支援
    - 第1直接支援中隊「101高直支-1」（島松駐屯地）：第1高射特科群を支援
    - 第2直接支援中隊「101高直支-2」（名寄駐屯地）：第4高射特科群を支援

東北方面隊
- 東北方面後方支援隊
  - 第303高射直接支援中隊（八戸駐屯地）：第5高射特科群を支援

東部方面隊
- 東部方面後方支援隊
  - 第301高射直接支援中隊（松戸駐屯地）：第2高射特科群を支援

中部方面隊
- 中部方面後方支援隊
  - 第302高射直接支援中隊（青野原駐屯地）：第8高射特科群を支援

西部方面隊
- 西部方面後方支援隊
  - 第102高射直接支援大隊（飯塚駐屯地）：第2高射特科団を支援
    - 第1直接支援中隊「102高直支-1」：第3高射特科群を支援
      - 第1直接支援小隊（奄美駐屯地）：第344高射中隊を支援

    - 第2直接支援中隊「102高直支-2」（宮古島駐屯地）
      - 第2直接支援小隊（石垣駐屯地）：第348高射中隊を支援

    - 直接支援隊（竹松駐屯地）：第102高射特科隊を支援

#### 高射直接支援大隊
高射直接支援大隊（こうしゃちょくせつしえんだいたい）は、高射特科団を直接支援する後方支援部隊で、方面直接支援隊の隷下に編成されている。高射科直接支援大隊長は2等陸佐で、第101から第102の2個大隊が編成されている。
高射直接支援大隊の一覧
- 第101高射直接支援大隊（東千歳駐屯地）北部方面後方支援隊：第1高射特科団を支援
- 第102高射直接支援大隊（飯塚駐屯地）西部方面後方支援隊：第2高射特科団を支援

高射直接支援大隊の概要
第101高射直接支援大隊（だいイチマルイチこうしゃちょくせつしえんだいたい）は、陸上自衛隊東千歳駐屯地に駐屯し第1高射特科団を支援する北部方面後方支援隊隷下の後方支援部隊である。
- 改編部隊：

1. 第102高射直接支援隊「102高直支」（島松駐屯地）：第101高射直接支援大隊第1直接支援中隊へ改編。
2. 第105高射直接支援隊「105高直支」（名寄駐屯地）：第101高射直接支援大隊第2直接支援中隊へ改編。

- 創設　　：2000年（平成12年）3月28日
- 編成地　：東千歳駐屯地
- 隊旗　　：藍の大隊旗
  - 本部付隊：藍の中隊旗（乙）
  - 整備隊：藍の中隊旗（乙）
  - 直接支援中隊：藍の中隊旗（乙）
- 編制　　：
  - 第101高射直接支援大隊本部　
  - 第101高射直接支援大隊本部付隊「101高直支-本」
  - 整備隊「101高直支-整」
  - 第1直接支援中隊「101高直支-1」（島松駐屯地）：第1高射特科群を支援
  - 第2直接支援中隊「101高直支-2」（名寄駐屯地）：第4高射特科群を支援
  - 上級部隊：北部方面後方支援隊
- 備考　　：

第102高射直接支援大隊（だいイチマルニこうしゃちょくせつしえんだいたい）は、陸上自衛隊飯塚駐屯地に駐屯し第2高射特科団を支援する西部方面後方支援隊隷下の後方支援部隊である。
- 改編部隊：

1. 第104高射直接支援隊「103高直支」（飯塚駐屯地）：第102高射直接支援大隊第1直接支援中隊へ改編。
2. 第108高射直接支援隊「108高直支」（竹松駐屯地）：第102高射直接支援大隊第2直接支援中隊へ改編。

- 創設　　：2003年（平成15年）3月27日
- 編成地　：飯塚駐屯地
- 隊旗　　：藍の大隊旗
  - 本部付隊：藍の中隊旗（乙）
  - 整備隊：藍の中隊旗（乙）
  - 直接支援中隊：藍の中隊旗（乙）
- 編制　　：
  - 第102高射直接支援大隊本部
  - 第102高射直接支援大隊本部付隊「102高直支-本」
  - 整備隊「102高直支-整」
  - 第1直接支援中隊「102高直支-1」：第3高射特科群を支援
    - 整備小隊
    - 第1直接支援小隊（奄美駐屯地）：第344高射中隊を支援
    - 第2直接支援小隊：第345高射中隊を支援
    - 第3直接支援小隊：第349高射中隊を支援
    - 第4直接支援小隊：第350高射中隊を支援

  - 第2直接支援中隊「102高直支-2」（宮古島駐屯地）：第7高射特科群を支援
    - 整備小隊
    - 第1直接支援小隊：第346高射中隊を支援
    - 第2直接支援小隊（石垣駐屯地）：第348高射中隊を支援

  - 直接支援隊（竹松駐屯地）：第102高射特科隊を支援
- 駐屯地　：
  - 第2直接支援中隊
    1. 竹松駐屯地：2003年（平成15年）3月27日から
    2. 宮古島駐屯地：2020年（令和2年）3月26日から
- 上級部隊：西部方面後方支援隊
- 備考　　：

#### 高射直接支援中隊
高射直接支援中隊（こうしゃちょくせつしえんちゅうたい）は、高射特科群を直接支援する後方支援部隊で、方面直接支援隊の隷下に編成されている。高射科直接支援中隊長は3等陸佐で、第301から第303の3個中隊が編成されている。
高射直接支援中隊の一覧
- 第301高射直接支援中隊（松戸駐屯地）東部方面後方支援隊：第2高射特科群を支援
- 第302高射直接支援中隊（青野原駐屯地）中部方面後方支援隊：第8高射特科群を支援
- 第303高射直接支援中隊（八戸駐屯地）東北方面後方支援隊：第5高射特科群を支援

高射直接支援中隊の概要
第301高射直接支援中隊（だいサンマルイチいちこうしゃちょくせつしえんちゅうたい）は、陸上自衛隊松戸駐屯地に駐屯し第2高射特科群を支援する東部方面後方支援隊隷下の後方支援部隊である。
- 改編部隊：第103高射直接支援隊
- 創設　　：2002年（平成14年）3月27日
- 編成地　：松戸駐屯地
- 隊旗　　：藍の中隊旗（甲）
- 車両表示：301高直支
- 編制　　：
  - 中隊本部
  - 整備小隊
  - 第1直接支援小隊（古河駐屯地）：第337高射中隊を支援
  - 第2直接支援小隊（朝霞駐屯地）：第335高射中隊を支援
  - 第3直接支援小隊（松戸駐屯地）：第336高射中隊を支援
  - 第4直接支援小隊（下志津駐屯地）：第334高射中隊を支援
- 上級部隊：東部方面後方支援隊
- 備考　　：

第302高射直接支援中隊（だいサンマルニこうしゃちょくせつしえんちゅうたい）は、陸上自衛隊青野原駐屯地に駐屯し第8高射特科群を支援する中部方面後方支援隊隷下の後方支援部隊である。
- 改編部隊：第109高射直接支援隊
- 創設　　：2004年（平成16年）3月29日
- 編成地　：青野原駐屯地
- 隊旗　　：藍の中隊旗（甲）
- 車両表示：302高直支
- 編制　　：
  - 中隊本部
  - 整備小隊
  - 第1直接支援小隊（青野原駐屯地）：第338高射中隊を支援
  - 第2直接支援小隊（青野原駐屯地）：第339高射中隊を支援
  - 第3直接支援小隊（青野原駐屯地）：第340高射中隊を支援
  - 第4直接支援小隊（青野原駐屯地）：第343高射中隊を支援
- 上級部隊：中部方面後方支援隊

- 備考　　：

第303高射直接支援中隊（だいサンマルサンこうしゃちょくせつしえんちゅうたい）は、陸上自衛隊八戸駐屯地に駐屯し第5高射特科群を支援する東北方面後方支援隊隷下の後方支援部隊である。
- 改編部隊：第106高射直接支援隊
- 創設　　：2006年（平成18年）3月27日
- 編成地　：八戸駐屯地
- 隊旗　　：藍の中隊旗（甲）
- 車両表示：303高直支
- 廃止　　：2018年（平成30年）3月26日
- 廃止地　：八戸駐屯地
- 後継部隊：第301高射特科直接支援隊
- 再編　　：2024年（令和6年）3月21日
- 再編地　：八戸駐屯地
- 編制　　：
  - 中隊本部
  - 整備小隊
  - 第1直接支援小隊（八戸駐屯地）：第351高射中隊を支援
  - 第2直接支援小隊（八戸駐屯地）：第320高射中隊を支援
- 上級部隊：東北方面後方支援隊
- 備考　　：2018年（平成30年）3月に第5高射特科群の廃止に伴い廃編され、第301高射特科直接支援隊に改編されたが、2024年（令和6年）3月に第5高射特科群とともに同名の部隊に再編された。

#### 第301高射直接支援隊（廃止）
第301高射直接支援隊（だいサンマルイチこうしゃちょくせつしえんたい）は、陸上自衛隊八戸駐屯地に駐屯していた第101高射特科隊を支援する東北方面後方支援隊隷下の後方支援部隊で2024年（令和6年）3月20日に廃止された。
- 改編部隊：第303高射直接支援中隊
- 創設　　：2018年（平成30年）3月26日
- 編成地　：八戸駐屯地
- 隊旗　　：藍の中隊旗（甲）
- 車両表示：301高直支
- 上級部隊：東北方面後方支援隊
- 廃止　　：2024年（令和6年）3月20日
- 廃止地　：八戸駐屯地
- 後継部隊：第303高射直接支援中隊
- 備考　　：第101高射特科隊の編成に伴い新編されたが、第5高射特科群の再編に伴い廃止され第303高射直接支援中隊に再編された。

#### 高射特科群等の高射直接支援隊（廃止）
高射直接支援隊（こうしゃちょくせつしえんたい）は、高射特科群等に編合されていた野整備部隊で後方支援態勢の変更により廃止され、方面後方支援隊の高射直接支援中隊等に改編された。
高射直接支援隊（廃止）の一覧
- 第101高射直接支援隊（下志津駐屯地）高射教導隊：細部不明
- 第102高射直接支援隊（島松駐屯地）第1高射特科群：2000年（平成12年）3月27日廃止。第101高射直接支援大隊第1直接支援中隊に改編。
- 第103高射直接支援隊（松戸駐屯地）第2高射特科群：2002年（平成14年）3月26日廃止。第301高射直接支援中隊に改編。
- 第104高射直接支援隊（飯塚駐屯地）第3高射特科群：2003年（平成15年）3月26日廃止。第102高射直接支援大隊第1直接支援中隊に改編。
- 第105高射直接支援隊（名寄駐屯地）第4高射特科群：2000年（平成12年）3月27日廃止。第101高射直接支援大隊第2直接支援中隊に改編。
- 第106高射直接支援隊（八戸駐屯地）第5高射特科群：2006年（平成18年）3月26日廃止。第303高射直接支援中隊に改編。
- 第107高射直接支援隊（八重瀬分屯地）第6高射特科群：2010年 （平成22年）3月24日廃止。第15後方支援隊高射直接支援中隊に改編。
- 第108高射直接支援隊（竹松駐屯地）第7高射特科群：2003年（平成15年）3月26日廃止。第102高射直接支援大隊第2直接支援中隊に改編。
- 第109高射直接支援隊（青野原駐屯地）第8高射特科群：2004年（平成16年）3月28日廃止。第302高射直接支援中隊に改編。

### 戦車直接支援部隊
方面隊直轄の戦車部隊の整備支援を行う部隊で戦車直接支援隊1個、戦車直接支援中隊1個が編成された。
戦車直接支援部隊の一覧
※太字は、廃止部隊。
- 第101戦車直接支援隊（北恵庭駐屯地）北部方面後方支援隊：第1戦車群を支援
- 第301戦車直接支援中隊（玖珠駐屯地）西部方面後方支援隊：西部方面戦車隊を支援

戦車直接支援部隊の概要
第101戦車直接支援隊（だいイチマルイチせんしゃちょくせつしえんたい）は、陸上自衛隊北恵庭駐屯地（北海道 恵庭市）に駐屯していた第1戦車群を支援する北部方面後方支援隊隷下の後方支援部隊で2014年（平成26年）3月25日に廃止された。
- 改編部隊：第1戦車群の整備関連部隊および北部方面武器隊の一部

- 創設　　：2000年（平成12年）3月28日
- 編成地　：北恵庭駐屯地
- 部隊長　：2等陸佐
- 隊旗　　：藍の大隊旗
- 車両表示：101戦直支
- 上級部隊：北部方面後方支援隊

- 廃止　　：2014年（平成26年）3月25日廃止
- 廃止地　：北恵庭駐屯地
- 後継部隊：なし
- 備考　　：支援する第1戦車群の廃止に伴い廃編。

第301戦車直接支援中隊（だいサンマルイチせんしゃちょくせつしえんちゅうたい）は、陸上自衛隊玖珠駐屯地（大分県 玖珠郡 玖珠町）に駐屯し西部方面戦車隊を支援する西部方面後方支援隊隷下の後方支援部隊である。
- 改編部隊：第4後方支援連隊、第8後方支援連隊の戦車直接支援中隊等
- 創設　　：2018年（平成30年）3月27日
- 編成地　：玖珠駐屯地
- 部隊長　：3等陸佐
- 隊旗　　：藍の中隊旗（甲）
- 車両表示：301戦直支
- 上級部隊：西部方面後方支援隊

- 備考　　：

### 施設直接支援大隊
施設直接支援大隊（しせつちょくせつしえんだいたい）は、施設団を支援する方面直接支援隊の隷下の後方支援部隊である。施設直接支援大隊長は2等陸佐が充てられ、第101から第105の5個大隊が編成されている。
施設直接支援大隊の一覧
- 第101施設直接支援大隊（南恵庭駐屯地）北部方面後方支援隊：第3施設団を支援
- 第102施設直接支援大隊（古河駐屯地）東部方面後方支援隊：第1施設団を支援
- 第103施設直接支援大隊（小郡駐屯地）西部方面後方支援隊：第5施設団を支援
- 第104施設直接支援大隊（大久保駐屯地）中部方面後方支援隊：第4施設団を支援
- 第105施設直接支援大隊（船岡駐屯地）東北方面後方支援隊：第2施設団を支援

施設直接支援大隊の概要
第101施設直接支援大隊（だいイチマルイチしせつちょくせつしえんだいたい）は、陸上自衛隊南恵庭駐屯地（北海道 恵庭市）に駐屯し第3施設団を支援する北部方面後方支援隊隷下の後方支援部隊である。
- 創設　　：2000年（平成12年）3月28日
- 編成地　：南恵庭駐屯地
- 部隊長　：2等陸佐
- 隊旗　　：藍の大隊旗
  - 本部付隊：藍の中隊旗（乙）
  - 整備中隊：藍の中隊旗（乙）
  - 直接支援中隊：藍の中隊旗（乙）
- 編成　　：
  - 第101施設直接支援大隊本部
  - 第101施設直接支援大隊本部付隊「101施直支-本」
  - 整備中隊「101施直支-整」：第3施設団本部付隊、第105施設器材隊、第303ダンプ車両中隊を支援
  - 第2直接支援中隊「101施直支-2」（岩見沢駐屯地）：第12施設群を支援
  - 第3直接支援中隊「101施直支-3」（幌別駐屯地）：第13施設群を支援
    - 倶知安派遣隊（倶知安駐屯地）：第361施設中隊および駐屯地業務隊等を支援

  - 第4直接支援中隊「101施直支-4」（上富良野駐屯地）：第14施設群を支援
    - 釧路派遣隊（釧路駐屯地）：第397施設中隊を支援
- 上級部隊：北部方面後方支援隊
- 廃止部隊：
  - 2004年（平成16年）3月29日廃止
    - 第101施設直接支援大隊第1直接支援中隊「101施直支-1」（南恵庭駐屯地）：第1施設群の廃止に伴い廃止。
    - 第101施設直接支援大隊第1直接支援中隊名寄派遣隊「101施直支-1」（名寄駐屯地）：第341施設中隊の廃止に伴い廃止。
    - 第101施設直接支援大隊第1直接支援中隊釧路派遣隊「101施直支-1」（釧路駐屯地）：第2直接支援中隊隷下へ異動。

  - 2007年（平成19年）3月28日廃止
    - 第101施設直接支援大隊整備中隊「101施直支-整」（南恵庭駐屯地）：第101施設直接支援大隊整備隊に改編。

  - 2008年（平成20年）3月25日廃止
    - 第101施設直接支援大隊第3直接支援中隊南恵庭派遣隊「101施直支-3」（南恵庭駐屯地）：第301坑道中隊の支援任務の整備隊への移管に伴い廃止。
    - 第101施設直接支援大隊整備隊「101施直支-整」（南恵庭駐屯地）：第101施設直接支援大隊整備中隊に改編。

- 備考　　：

第102施設直接支援大隊（だいイチマルニイチマルニしせつちょくせつしえんだいたい）は、陸上自衛隊古河駐屯地（茨城県 古河市）に駐屯し第1施設団を支援する東部方面後方支援隊隷下の後方支援部隊である。
- 創設　　：2002年（平成14年）3月27日
- 編成地　：古河駐屯地
- 部隊長　：2等陸佐
- 隊旗　　：藍の大隊旗
  - 本部付隊：藍の中隊旗（乙）
  - 整備隊：藍の中隊旗（乙）
  - 直接支援中隊：藍の中隊旗（乙）
  - 直接支援隊：藍の中隊旗（乙）
- 編成　　：
  - 第102施設直接支援大隊本部
  - 第102施設直接支援大隊本部付隊「102施直支-本」
  - 整備隊「102施直支-整」
  - 第1直接支援中隊「102施直支-1」（座間駐屯地）：第4施設群を支援
  - 第2直接支援中隊「102施直支-2」（高田駐屯地）：第5施設群を支援
  - 第1直接支援隊「102施直支-1直」（松本駐屯地）：第306施設隊を支援
  - 第2直接支援隊「102施直支-2直」（宇都宮駐屯地）：第307施設隊を支援
- 上級部隊：東部方面後方支援隊
- 廃止部隊：
  - 2004年（平成16年）3月29日廃止
    - 第102施設直接支援大隊直接支援隊「102施直支-直」（松本駐屯地）：第1直接支援隊（第306施設隊を支援）に称号変更。

  - 2016年（平成28年）3月28日廃止
    - 第102施設直接支援大隊第1直接支援中隊古河派遣隊「102施直支-1直」（古河駐屯地）：第389施設中隊の廃止に伴い廃止。

  - 2018年（平成30年）3月26日廃止
    - 第102施設直接支援大隊第1直接支援中隊駒門派遣隊（駒門駐屯地）：第364施設中隊の駒門駐屯地から座間駐屯地に移駐に伴い廃止。

- 備考　　：

第103施設直接支援大隊（だいイチマルサンしせつちょくせつしえんだいたい）は、陸上自衛隊小郡駐屯地（福岡県 小郡市）に駐屯し第5施設団を支援する西部方面後方支援隊隷下の後方支援部隊である。
- 創設　　：2003年（平成15年）3月27日
- 編成地　：小郡駐屯地
- 部隊長　：2等陸佐
- 隊旗　　：藍の大隊旗
  - 本部付隊：藍の中隊旗（乙）
  - 整備隊：藍の中隊旗（乙）
  - 直接支援中隊：藍の中隊旗（乙）
- 編成　　：
  - 第103施設直接支援大隊本部
  - 第103施設直接支援大隊本部付隊「103施直支-本」
  - 整備隊「103施直支-整」（小郡駐屯地）：第5施設団直轄部隊を支援
  - 第1直接支援中隊「103施直支-1」（飯塚駐屯地）：第2施設群を支援
    - 湯布院派遣隊（湯布院駐屯地）：第368施設中隊を支援

  - 第2直接支援中隊「103施直支-2」：第9施設群を支援
    - 都城派遣隊（都城駐屯地）：第376施設中隊を支援
- 上級部隊：西部方面後方支援隊
- 備考　　：

第104施設直接支援大隊（だいイチマルヨンしせつちょくせつしえんだいたい）は、陸上自衛隊大久保駐屯地（京都府 宇治市）に駐屯し第4施設団を支援する中部方面後方支援隊隷下の後方支援部隊である。
- 創設　　：2004年（平成16年）3月29日
- 編成地　：大久保駐屯地
- 部隊長　：2等陸佐
- 隊旗　　：藍の大隊旗
  - 本部付隊：藍の中隊旗（乙）
  - 整備隊：藍の中隊旗（乙）
  - 直接支援中隊：藍の中隊旗（乙）
  - 直接支援隊：藍の中隊旗（乙）
- 編成　　：
  - 第104施設直接支援大隊本部
  - 第104施設直接支援大隊本部付隊「104施直支-本」
  - 整備隊「104施直支-整」（大久保駐屯地）：第4施設団を支援
    - 和歌山派遣隊（和歌山駐屯地）：第304水際障害中隊を支援

  - 第1直接支援中隊「104施直支-1」（豊川駐屯地）：第6施設群を支援
    - 整備小隊
    - 鯖江派遣隊（鯖江駐屯地）：第372施設中隊を支援
    - 岐阜派遣隊（岐阜分屯地）：第402施設中隊を支援

  - 第2直接支援中隊「104施直支-2」（大久保駐屯地）：第7施設群を支援
    - 整備小隊
    - 富山派遣隊（富山駐屯地）：第382施設中隊を支援

  - 第1直接支援隊「104施直支-1支」（出雲駐屯地）：第304施設隊を支援
  - 第2直接支援隊「104施直支-2支」（三軒屋駐屯地）：第305施設隊を支援
- 上級部隊：中部方面後方支援隊
- 備考　　：

第105施設直接支援大隊（だいイチマルゴしせつちょくせつしえんだいたい）は、陸上自衛隊船岡駐屯地（宮城県 柴田郡 柴田町）に駐屯し第2施設団を支援する東北方面後方支援隊隷下の後方支援部隊である。
- 創設　　：2006年（平成18年）3月27日
- 編成地　：船岡駐屯地
- 部隊長　：2等陸佐
- 隊旗　　：藍の大隊旗
  - 本部付隊：藍の中隊旗（乙）
  - 整備隊：藍の中隊旗（乙）
  - 直接支援中隊：藍の中隊旗（乙）
- 編成　　：
  - 第105施設直接支援大隊本部
  - 第105施設直接支援大隊本部付隊「105施直支-本」
  - 整備隊「105施直支-整」：主に第2施設団本部や第104施設器材隊の整備支援
  - 第1直接支援中隊「105施直支-1」（船岡駐屯地）：第10施設群を支援
    - 岩手派遣隊（岩手駐屯地）：第387施設中隊を支援

  - 第2直接支援中隊「105施直支-2」（福島駐屯地）：第11施設群を支援
    - 秋田派遣隊（秋田駐屯地）：第357施設中隊を支援
- 上級部隊：東北方面後方支援隊
- 備考　　：

施設直接支援大隊の沿革
- 2000年（平成12年）3月28日：北部方面後方支援隊隷下に第101施設直接支援大隊（第3施設団を支援）が南恵庭駐屯地に新編。

1. 第101施設直接支援大隊第1直接支援中隊（第1施設群を支援）を南恵庭駐屯地に配置。
2. 第101施設直接支援大隊第2直接支援中隊（第12施設群を支援）を岩見沢駐屯地に配置。
3. 第101施設直接支援大隊第3直接支援中隊（第13施設群を支援）を幌別駐屯地に配置。
4. 第101施設直接支援大隊第3直接支援中隊倶知安派遣隊（第361施設中隊を支援）を倶知安駐屯地に配置。

- 2002年（平成14年）3月27日：東部方面後方支援隊隷下に第102施設直接支援大隊（第1施設団を支援）が古河駐屯地に新編。

1. 第102施設直接支援大隊第1直接支援中隊（第4施設群を支援）を座間分屯地に配置。
2. 第102施設直接支援大隊第2直接支援中隊（第5施設群を支援）を高田駐屯地に配置。
3. 第102施設直接支援大隊直接支援隊（第306施設隊を支援）を松本駐屯地に配置。

- 2003年（平成15年）3月27日：西部方面後方支援隊隷下に第103施設直接支援大隊（第5施設団を支援）が小郡駐屯地に新編。

1. 第103施設直接支援大隊第1直接支援中隊（第2施設群を支援）を飯塚駐屯地に配置。
2. 第103施設直接支援大隊第2直接支援中隊（第9施設群を支援）を小郡駐屯地に配置。

- 2004年（平成16年）
  - 3月26日：第101施設直接支援大隊の廃止。

  1. 第101施設直接支援大隊第1直接支援中隊（南恵庭駐屯地：第1施設群を支援）および同名寄派遣隊（名寄駐屯地）を廃止。
  2. 第101施設直接支援大隊第1直接支援中隊釧路派遣隊が第2直接支援中隊隷下へ異動。

  - 3月27日：第102施設直接支援大隊第2直接支援隊（第307施設隊を支援）を高田駐屯地に新編。
  - 3月29日：

  1. 第101施設直接支援大隊第3直接支援中隊南恵庭派遣隊（第301坑道中隊を支援）を南恵庭駐屯地に新編。
  2. 第102施設直接支援大隊直接支援隊（松本駐屯地）が第1直接支援隊（第306施設隊を支援）に称号変更。
  3. 中部方面後方支援隊隷下に第104施設直接支援大隊（第4施設団を支援）が大久保駐屯地に新編。
  4. 第104施設直接支援大隊第1直接支援中隊（第6施設群を支援）を豊川駐屯地に配置。
  5. 第104施設直接支援大隊第2直接支援中隊（第7施設群を支援）を大久保駐屯地に配置。
- 2006年（平成18年）3月27日：東北方面後方支援隊隷下に第105施設直接支援大隊（第2施設団を支援）が船岡駐屯地に新編。

1. 第105施設直接支援大隊第1直接支援中隊（第10施設群を支援）を船岡駐屯地に配置。
2. 第105施設直接支援大隊第2直接支援中隊（第11施設群を支援）を福島駐屯地に配置。

- 2007年（平成19年）3月28日：第101施設直接支援大隊整備中隊（南恵庭駐屯地）を廃止・改編し、第101施設直接支援大隊整備隊を南恵庭駐屯地に新編。

- 2008年（平成20年）
  - 3月25日：第101施設直接支援大隊第3直接支援中隊南恵庭派遣隊（南恵庭駐屯地：第301坑道中隊を支援）を廃止。
  - 3月26日：

  1. 第101施設直接支援大隊の支援部隊を北部方面施設隊に変更。
  2. 第101施設直接支援大隊整備隊（南恵庭駐屯地）を廃止・改編し、第101施設直接支援大隊整備中隊を南恵庭駐屯地に新編。
  3. 第101施設直接支援大隊整備中隊幌別派遣隊（第302水際障害中隊を支援）を幌別駐屯地に新編。

- 2010年（平成22年）3月：第101施設直接支援大隊整備中隊幌別派遣隊が第3直接支援中隊に平時隷属。
- 2011年（平成23年）4月22日：102施設直接支援大隊第2直接支援隊が高田駐屯地から宇都宮駐屯地へ移駐。

- 2016年（平成28年）3月28日：第102施設直接支援大隊第1直接支援中隊古河派遣隊（古河駐屯地：第389施設中隊を支援）を廃止。
- 2017年（平成29年）
  - 3月26日：第101施設直接支援大隊第2直接支援中隊釧路派遣隊（釧路駐屯地：第342施設中隊を支援）を廃止。
  - 3月27日：第101施設直接支援大隊（第3施設団を支援）の改編。

  1. 第101施設直接支援大隊第4直接支援中隊（第14施設群を支援）を上富良野駐屯地に新編。
  2. 第101施設直接支援大隊第2直接支援中隊釧路派遣隊（第342施設中隊を支援）を第4直接支援中隊釧路派遣隊（第397施設中隊を支援）に改編。

- 2018年（平成30年）3月26日：第102施設直接支援大隊第1直接支援中隊駒門派遣隊（駒門駐屯地：第364施設中隊を支援）を廃止。

### 通信直接支援部隊
通信直接支援部隊（つうしんちょくせつしえんぶたい）は、方面システム通信群を直接支援する諸職種混成の後方支援部隊で、方面直接支援隊の隷下に編成されている。
北部方面隊に大隊規模の第101通信直接支援隊が、西部方面隊に中隊規模の第301通信直接支援中隊が、その他の方面隊に3個の通信直接支援隊が被支援部隊の規模に応じて編成されている。
通信直接支援部隊の一覧
- 第101通信直接支援隊（札幌駐屯地）北部方面後方支援隊：北部方面システム通信群を支援
- 第301通信直接支援中隊（健軍駐屯地）西部方面後方支援隊：西部方面システム通信群を支援
- 第301通信直接支援隊（朝霞駐屯地）東部方面後方支援隊：東部方面システム通信群を支援
- 第302通信直接支援隊（伊丹駐屯地）中部方面後方支援隊：中部方面システム通信群を支援
- 第303通信直接支援隊（仙台駐屯地）東北方面後方支援隊：東北方面システム通信群を支援

#### 第101通信直接支援隊
第101通信直接支援隊（だいイチマルイチつうしんちょくせつしえんたい）は、札幌駐屯地に駐屯し北部方面システム通信群を支援する北部方面後方支援隊隷下の後方支援部隊である。
- 改編部隊：
- 創設　　：2000年（平成12年）3月28日
- 編成地　：札幌駐屯地
- 部隊長　：2等陸佐
- 隊旗　　：藍の大隊旗
- 車両表示：101通直支
- 上級部隊：北部方面後方支援隊

- 備考　　：

#### 第301通信直接支援中隊
第301通信直接支援中隊（だいサンマルイチつうしんちょくせつしえんちゅうたい）は、健軍駐屯地に駐屯し西部方面システム通信群を支援する西部方面後方支援隊の隷下の後方支援部隊である。
- 改編部隊：
- 創設　　：2003年（平成15年）3月27日
- 編成地　：健軍駐屯地
- 部隊長　：3等陸佐
- 隊旗　　：藍の中隊旗（甲）
- 車両表示：301通直支
- 上級部隊：西部方面後方支援隊
- 備考　　：

#### 通信直接支援隊
通信直接支援隊（つうしんちょくせつしえんたい）は、方面システム通信群を直接支援する諸職種混成の後方支援部隊で、東北、東部、中部方面直接支援隊の隷下に、第301から第303の3個隊が編成されている。
第301通信直接支援隊（だいサンマルイチつうしんちょくせつしえんちゅうたい）は、朝霞駐屯地に駐屯し東部方面システム通信群を支援する東部方面後方支援隊隷下の後方支援部隊である。
- 創設　　：2002年（平成14年）3月27日
- 編成地　：朝霞駐屯地
- 部隊長　：3等陸佐
- 隊旗　　：藍の中隊旗（甲）
- 車両表示：301通直支
- 上級部隊：東部方面後方支援隊
- 備考　　：

第302通信直接支援隊（だいサンマルニつうしんちょくせつしえんちゅうたい）は、伊丹駐屯地に駐屯し中部方面システム通信群を支援する中部方面後方支援隊隷下の後方支援部隊である。
- 創設　　：2004年（平成16年）3月29日
- 編成地　：伊丹駐屯地
- 部隊長　：3等陸佐
- 隊旗　　：藍の中隊旗（甲）
- 車両表示：302通直支
- 上級部隊：中部方面後方支援隊
- 備考　　：

第303通信直接支援隊（だいサンマルサンつうしんちょくせつしえんちゅうたい）は、仙台駐屯地に駐屯し東北方面システム通信群を支援する東北方面後方支援隊隷下の後方支援部隊である。
- 創設　　：2006年（平成18年）3月27日
- 編成地　：仙台駐屯地
- 部隊長　：3等陸佐
- 隊旗　　：藍の中隊旗（甲）
- 車両表示：303通直支
- 上級部隊：東北方面後方支援隊
- 備考　　：

### 教育直接支援（中）大隊
教育直接支援（中）大隊の一覧
- 富士教育直接支援大隊（富士駐屯地）東部方面後方支援隊：陸上自衛隊富士学校を支援
- 高射教育直接支援中隊（下志津駐屯地）東部方面後方支援隊：陸上自衛隊高射学校を支援
- 施設教育直接支援中隊（勝田駐屯地）東部方面後方支援隊：陸上自衛隊施設学校を支援
- 通信教育直接支援中隊（久里浜駐屯地）東部方面後方支援隊：陸上自衛隊システム通信・サイバー学校を支援

教育直接支援（中）大隊の概要
富士教育直接支援大隊（ふじきょういくちょくせつしえんだいたい）は、富士駐屯地に駐屯し陸上自衛隊富士学校を支援する東部方面後方支援隊隷下の後方支援部隊である。
- 改編部隊：第308武器野整備中隊の一部
- 創設　　：2002年（平成14年）3月27日
- 編成地　：富士駐屯地
- 車両表示：富教直支-本　等
- 上級部隊：東部方面後方支援隊
- 備考　　：

高射教育直接支援中隊（こうしゃきょういくちょくせつしえんちゅうたい）は、下志津駐屯地に駐屯し陸上自衛隊高射学校を支援する東部方面後方支援隊隷下の後方支援部隊である。
- 改編部隊：陸上自衛隊高射学校の補給・整備部門
- 創設　　：2002年（平成14年）3月27日
- 編成地　：下志津駐屯地
- 車両表示：高教直支
- 上級部隊：東部方面後方支援隊
- 備考　　：

施設教育直接支援中隊（しせつきょういくちょくせつしえんちゅうたい）は、勝田駐屯地に駐屯し陸上自衛隊施設学校を支援する東部方面後方支援隊隷下の後方支援部隊である。
- 改編部隊：施設学校（施設教導隊を含む）の整備部門
- 創設　　：2002年（平成14年）3月27日
- 編成地　：勝田駐屯地
- 車両表示：施教直支
- 上級部隊：東部方面後方支援隊
- 備考　　：

通信教育直接支援中隊（つうしんきょういくちょくせつしえんちゅうたい）は、久里浜駐屯地に駐屯し陸上自衛隊システム通信・サイバー学校を支援する東部方面後方支援隊隷下の後方支援部隊である。
- 改編部隊：陸上自衛隊通信学校整備課等
- 創設　　：2002年（平成14年）3月27日
- 編成地　：久里浜駐屯地
- 車両表示：通教直支
- 上級部隊：東部方面後方支援隊
- 備考　　：

## 不発弾処理隊
不発弾処理隊等の一覧
- 第101不発弾処理隊「101処理」（那覇駐屯地）西部方面隊第15旅団
- 第102不発弾処理隊「102処理」（朝霞駐屯地）東部方面後方支援隊
- 第103不発弾処理隊「103処理」（桂駐屯地）中部方面後方支援隊
- 第104不発弾処理隊「104処理」（目達原駐屯地）西部方面後方支援隊
- 中央即応連隊爆発装置処理隊「中即-処」（宇都宮駐屯地）陸上総隊

詳細は「武器科_(陸上自衛隊)#不発弾処理隊」「不発弾処理 (自衛隊)」を参照。

## 方面輸送隊
方面輸送隊の一覧
- 北部方面輸送隊「北方輸-本」（東千歳駐屯地）北部方面後方支援隊
- 東北方面輸送隊「東北方輸-本」（霞目駐屯地）東北方面後方支援隊
- 東部方面輸送隊「東方輸--本」（朝霞駐屯地）東部方面後方支援隊
- 中部方面輸送隊「中方輸-本」（桂駐屯地）中部方面後方支援隊
- 西部方面輸送隊「西方輸-本」（健軍駐屯地）西部方面後方支援隊

詳細は「輸送科」を参照

## 後方支援連隊・後方支援隊
各師団・旅団には後方支援部隊として、師団には後方支援連隊、旅団には後方支援隊が置かれている。師団・旅団の直轄部隊であり、一等陸佐が指揮を執る。
後方支援連隊は連隊本部のほか、本部付隊、第1および第2整備大隊、補給隊・輸送隊、衛生隊からなる。
後方支援隊は、後方支援連隊より小規模であり、隊本部のほか、第1および第2整備中隊、補給隊、輸送隊、衛生隊等からなる。機動旅団の第5、第11および第14旅団の後方支援隊には、即応機動連隊に対応して、即応機動直接支援中隊が編制に入れられている。
後方支援（連）隊の一覧
- 第1後方支援連隊「1後支-本」（練馬駐屯地）第1師団
- 第2後方支援連隊「2後支-本」（旭川駐屯地）第2師団
- 第3後方支援連隊「3後支-本」（千僧駐屯地）第3師団
- 第4後方支援連隊「4後支-本」（福岡駐屯地）第4師団
- 第5後方支援隊「5後支-本」（帯広駐屯地）第5旅団
- 第6後方支援連隊「6後支-本」（神町駐屯地）第6師団
- 第7後方支援連隊「7後支-本」（東千歳駐屯地）第7師団
- 第8後方支援連隊「8後支-本」（北熊本駐屯地）第8師団
- 第10後方支援連隊「10後支-本」（春日井駐屯地）第10師団
- 第11後方支援隊「11後支-本」（真駒内駐屯地）第11旅団
- 第12後方支援隊「12後支-本」（相馬原駐屯地）第12旅団
- 第13後方支援隊「13後支-本」（海田市駐屯地）第13旅団
- 第14後方支援隊「14後支-本」（善通寺駐屯地）第14旅団
- 第15後方支援隊「15後支-本」（那覇駐屯地）第15旅団

## 第1空挺団後方支援隊
第1空挺団後方支援隊（だいいちくうていだんこうほうしえんたい）は、習志野駐屯地に駐屯する第1空挺団隷下の後方支援部隊で、後方支援隊本部、整備中隊、落下傘整備中隊、補給小隊および衛生小隊からなる。

## 水陸機動団後方支援大隊
水陸機動団後方支援大隊（すいりくきどうだんこうほうしえんだいたい）は、相浦駐屯地に駐屯する水陸機動団隷下の後方支援部隊で、後方支援大隊本部、第1整備中隊、第2整備中隊、補給中隊および衛生中隊からなる。2018年（平成30年）3月に相浦駐屯地で新編された。

## 離島警備隊の後方支援部隊
警備隊の後方支援部隊の一覧
- 対馬警備隊後方支援隊「対馬警-後支」（対馬駐屯地）第4師団
- 奄美警備隊後方支援隊「奄美警-後支」（奄美駐屯地）第8師団
- 宮古警備隊後方支援隊「宮古警-後支」（宮古島駐屯地）第15旅団
- 八重山警備隊後方支援隊「八重山警-後支」（石垣駐屯地）第15旅団

## 廃止された後方支援部隊
混成団の後方支援部隊
- 第101後方支援隊「101後支-本」（那覇駐屯地）第1混成団
- 第2混成団後方支援中隊「2混団-後支」（善通寺駐屯地）第2混成団

沿岸監視隊の後方支援部隊
- 与那国沿岸監視隊後方支援隊「与那国沿監」（与那国駐屯地）

## 後方支援部隊の沿革
高射直接支援隊の編成
- 1965年（昭和40年）1月20日：第1高射特科群隷下に第102高射直接支援隊（第1高射特科群を支援）が島松駐屯地に新編。
- 1967年（昭和42年）3月20日：第2高射特科群隷下に第103高射直接支援隊（第2高射特科群を支援）が朝霞駐屯地に新編。
- 1969年 （昭和44年）3月1日：高射教導隊第2大隊直接支援隊 （第4中隊を支援）が下志津駐屯地に新編。
- 1971年（昭和46年）3月25日：第3高射特科群隷下に第104高射直接支援隊（第3高射特科群を支援）が飯塚駐屯地に新編。
- 1972年（昭和47年）
  - 3月24日：第4高射特科群隷下に第105高射直接支援隊（第4高射特科群を支援）が名寄駐屯地に新編。
  - 8月1日：第6高射特科群隷下に第107高射直接支援隊（第6高射特科群を支援）が朝霞駐屯地に新編。
- 1973年（昭和48年）
  - 3月25日：第107高射直接支援隊が朝霞駐屯地から沖縄県に移駐完了。
  - 3月27日：第5高射特科群隷下に第106高射直接支援隊（第5高射特科群を支援）が八戸駐屯地に新編。
  - 4月13日：第107高射直接支援隊が与座分屯地に駐屯開始。

第101後方支援隊の編成
- 1973年（昭和48年）10月16日：第1混成団隷下に第101後方支援隊が那覇駐屯地に新編。
- 1974年（昭和49年）
  - 6月5日：第101後方支援隊補給整備隊弾薬班を特別不発弾処理隊に臨時編成。
  - 8月1日：第7高射特科群隷下に第108高射直接支援隊（第7高射特科群を支援）が竹松駐屯地に新編。
- 1976年（昭和51年）8月20日：第109高射直接支援隊（第8高射特科群を支援）が青野原駐屯地に新編。

師団後方支援連隊の編成
- 1981年（昭和56年）3月25日：部隊改編。

1. 武器大隊、補給隊、装甲輸送隊、衛生隊を編合し、第7師団隷下に第7後方支援連隊が東千歳駐屯地において編成完結。
2. 第2混成団後方支援中隊が善通寺駐屯地に新編。

- 1988年（昭和63年）3月25日：第2武器隊、第2補給隊、第2輸送隊、第2衛生隊を統合して、第2師団隷下に第2後方支援連隊が旭川駐屯地において編成完結。
- 1989年（平成元年）3月24日：部隊改編。

1. 第5武器隊、第5補給隊、第5輸送隊、第5衛生隊を統合して、第5師団隷下に第5後方支援連隊が帯広駐屯地において編成完結。
2. 第11武器隊、第11補給隊、第11輸送隊、第11衛生隊を統合して、第11師団隷下に第11後方支援連隊が真駒内駐屯地において編成完結。

- 1990年（平成02年）3月26日：部隊改編。

1. 第4武器隊、第4補給隊、第4衛生隊、第4輸送隊を統合して、第4後方支援連隊が福岡駐屯地において編成完結。
2. 第6武器隊、第6補給隊、第6輸送隊、第6衛生隊を統合して、第6後方支援連隊が神町駐屯地において編成完結。
3. 第8武器隊、第8補給隊、第8衛生隊、第8輸送隊を編合して、第8後方支援連隊が北熊本駐屯地において編成完結。
4. 第9武器隊・第9補給隊・第9衛生隊・第9輸送隊を統合して、第9後方支援連隊が青森駐屯地において編成完結。

- 1991年（平成03年）3月29日：部隊改編。

1. 第10武器隊、第10補給隊、第10輸送隊、第10衛生隊を編合して、第10師団隷下に第10後方支援連隊が守山駐屯地において編成完結。武器隊、輸送隊は春日井駐屯地に配置。
2. 第12武器隊、第12補給隊、第12輸送隊、第12衛生隊を統合して、第12師団隷下に第12後方支援連隊が新町駐屯地において編成完結。
3. 第13武器隊、第13補給隊、第13輸送隊、第13衛生隊を統合して、第13師団隷下に13後方支援連隊が海田市駐屯地において編成完結。

- 1992年（平成04年）3月27日：部隊改編。

1. 第1武器隊、第1補給隊、第1輸送隊、第1衛生隊を統合して、第1師団隷下に第1後方支援連隊が練馬駐屯地において編成完結。
2. 第3武器隊、第3補給隊、第3輸送隊、第3衛生隊を統合して、第3師団隷下に第3後方支援連隊が千僧駐屯地において編成完結。衛生隊は大津駐屯地に配置。

- 1993年（平成05年）3月30日：特別不発弾処理隊を第101不発弾処理隊に改編。
- 1994年（平成06年）3月28日：部隊改編。

1. 第313武器直接支援隊を第1後方支援連隊武器隊に編入。
2. 第3後方支援連隊衛生隊が大津駐屯地から千僧駐屯地へ移駐。
3. 東北方面武器隊武器直接支援隊を第6後方支援連隊武器隊に編入。
4. 第309武器直接支援隊を第9後方支援連隊武器隊に編入。

後方支援連隊武器隊の改編
- 1996年（平成08年）3月29日：部隊改編。

1. 第1後方支援連隊武器隊（練馬駐屯地）を廃止・改編し、第1後方支援連隊武器大隊を練馬駐屯地に新編。
2. 第2後方支援連隊武器隊（旭川駐屯地）を廃止・改編し、第2後方支援連隊武器大隊を旭川駐屯地に新編。
3. 第3後方支援連隊武器隊（千僧駐屯地）を廃止・改編し、第3後方支援連隊武器大隊を千僧駐屯地に新編。
4. 第4後方支援連隊武器隊を廃止・改編し、第4後方支援連隊武器大隊を新編。
5. 第5後方支援連隊武器隊を廃止・改編し、第5後方支援連隊武器大隊を新編。
6. 第6後方支援連隊武器隊を廃止・改編し、第6後方支援連隊武器大隊を新編。
7. 第7後方支援連隊武器隊を廃止・改編し、第7後方支援連隊武器大隊を新編。
8. 第8後方支援連隊武器隊を廃止・改編し、第8後方支援連隊武器大隊を新編。
9. 第9後方支援連隊武器隊を廃止・改編し、第9後方支援連隊武器大隊を新編。
10. 第10後方支援連隊武器隊を廃止・改編し、第10後方支援連隊武器大隊を新編。
11. 第11後方支援連隊武器隊（真駒内駐屯地）を廃止・改編し、第11後方支援連隊武器大隊を真駒内駐屯地に新編。
12. 第12後方支援連隊武器隊を廃止・改編し、第12後方支援連隊武器大隊を新編。
13. 第13後方支援連隊武器隊（海田市駐屯地）を廃止・改編し、第13後方支援連隊武器大隊を海田市駐屯地に新編。

- 1999年 （平成11年）3月29日 ：第13後方支援連隊（海田市駐屯地）を廃止・改編し、第13後方支援隊を海田市駐屯地に新編。

方面後方支援隊の新編　後方支援機能の一元化
- 2000年（平成12年）3月28日：部隊改編。

1. 北部方面後方支援隊が島松駐屯地において編成完結。
2. 北部方面後方支援隊隷下に第301対舟艇対戦車直接支援隊（北部方面対舟艇対戦車隊を支援）を倶知安駐屯地で新編。
3. 方面後方支援隊隷下に第101特科直接支援大隊（第1特科団を支援）を北千歳駐屯地に新編。
4. 北部方面後方支援隊隷下に第101高射直接支援大隊（第1高射特科団を支援）を東千歳駐屯地に新編。
5. 第1高射特科群第102高射直接支援隊（島松駐屯地）を廃止・改編し、第101高射直接支援大隊第1直接支援中隊（第1高射特科群を支援）を島松駐屯地に配置。
6. 第4高射特科群第105高射直接支援隊（名寄駐屯地）を廃止・改編し、第101高射直接支援大隊第2直接支援中隊（第4高射特科群を支援）を名寄駐屯地に配置。
7. 北部方面後方支援隊隷下に第101戦車直接支援隊（第1戦車群を支援）が北恵庭駐屯地に新編。
8. 第7後方支援連隊武器大隊に第7師団隷下の諸部隊の整備部門を統合し、第7後方支援連隊第1整備大隊（一部はコア部隊化）、同第2整備大隊（一部はコア部隊化）に改編。
9. 第11後方支援連隊衛生隊治療中隊を第11後方支援連隊衛生隊治療隊へ改編。

- 2001年（平成13年）3月27日：第12後方支援連隊（相馬原駐屯地）を廃止・改編し、第12後方支援隊を相馬原駐屯地に新編。
- 2002年（平成14年）3月27日：部隊改編。

1. 東部方面後方支援隊が朝霞駐屯地において編成完結。
2. 東部方面後方支援隊隷下に第105全般支援大隊を富士駐屯地に新編。
3. 東部方面後方支援隊隷下に第301特科直接支援中隊（第6地対艦ミサイル連隊を支援）を宇都宮駐屯地に新編。
4. 第2高射特科群第103高射直接支援隊（松戸駐屯地）を廃止・改編し、東部方面後方支援隊に隷下に第301高射直接支援中隊（第2高射特科群を支援）を松戸駐屯地に新編。
5. 東部方面後方支援隊隷下に富士教育直接支援大隊（富士学校（富士教導団を含む）を支援）を富士駐屯地に新編。
6. 東部方面後方支援隊隷下に高射教育直接支援中隊（高射学校（高射教導隊を含む）を支援）を下志津駐屯地 に新編。
7. 東部方面後方支援隊隷下に施設教育直接支援中隊（施設学校（施設教導隊を含む）を支援）を勝田駐屯地に新編。
8. 東部方面後方支援隊隷下に通信教育直接支援中隊（通信学校（通信教導隊を含む）を支援）を久里浜駐屯地に新編。
9. 第1後方支援連隊武器大隊（練馬駐屯地）に第1師団隷下の諸部隊の整備部門を統合し、第1後方支援連隊第1整備大隊、同第2整備大隊を練馬駐屯地に新編。

- 2003年（平成15年）3月27日：部隊改編。

1. 西部方面後方支援隊が目達原駐屯地において編成完結。
2. 西部方面後方支援隊隷下に第301普通科直接支援隊（西部方面普通科連隊を支援）を相浦駐屯地に新編。
3. 西部方面後方支援隊隷下に第101特科直接支援隊（西部方面特科隊を支援）を湯布院駐屯地に新編。
4. 西部方面後方支援隊隷下に第102高射直接支援大隊（第2高射特科団を支援）を飯塚駐屯地に新編。
5. 第3高射特科群第104高射直接支援隊（飯塚駐屯地）を廃止・改編し、第102高射直接支援大隊第1直接支援中隊（第3高射特科群を支援）を飯塚駐屯地に配置。
6. 第7高射特科群第108高射直接支援隊（竹松駐屯地）を廃止・改編し、第102高射直接支援大隊第2直接支援中隊（第7高射特科群を支援）を竹松駐屯地に配置。
7. 第4後方支援連隊武器大隊（福岡駐屯地）に第4師団隷下の諸部隊の整備部門を統合し、第4後方支援連隊第1整備大隊、同第2整備大隊を福岡駐屯地に新編。

- 2004年（平成16年）3月29日

1. 第5後方支援連隊（帯広駐屯地）を廃止・改編し、第5後方支援隊を帯広駐屯地に新編。
2. 第102施設直接支援大隊直接支援隊（松本駐屯地）が第102施設直接支援大隊第1直接支援隊（第306施設隊を支援）に称号変更。
3. 第102施設直接支援大隊第2直接支援隊（第307施設隊を支援）が高田駐屯地で新編。
4. 中部方面後方支援隊が桂駐屯地において編成完結。
5. 第8高射特科群第109高射直接支援隊（青野原駐屯地）を廃止・改編し、中部方面後方支援隊隷下に第302高射直接支援中隊（第8高射特科群を支援）を青野原駐屯地に新編。
6. 第10後方支援連隊武器大隊（春日井駐屯地）に第10師団隷下の諸部隊の整備部門を整理し、第10後方支援連隊第1整備大隊、同第2整備大隊を春日井駐屯地に新編。
7. 第10後方支援連隊連隊本部、本部付隊、補給隊、衛生隊が守山駐屯地から春日井駐屯地へ移駐。

- 2006年（平成18年）3月27日：部隊改編。

1. 東北方面後方支援隊が仙台駐屯地において編成完結。
2. 東北方面後方支援隊隷下に第301普通科直接支援中隊（第38普通科連隊を支援）を多賀城駐屯地に新編。
3. 東北方面後方支援隊隷下に第302特科直接支援中隊（第2特科群を支援）を仙台駐屯地に新編。
4. 東北方面後方支援隊隷下に第303特科直接支援中隊（第4地対艦ミサイル連隊を支援）を八戸駐屯地に新編。
5. 第6後方支援連隊武器大隊（神町駐屯地）に第6師団隷下の諸部隊の整備部門を統合し、第6後方支援連隊第1整備大隊、同第2整備大隊を神町駐屯地に新編。
6. 第5高射特科群第106高射直接支援隊（八戸駐屯地）を廃止・改編し、東北方面後方支援隊に隷下に第303高射直接支援中隊（第5高射特科群を支援）を八戸駐屯地に新編。
7. 第3後方支援連隊武器大隊（千僧駐屯地）に第3師団隷下の諸部隊の整備部門を統合し、第3後方支援連隊第1整備大隊、同第2整備大隊を千僧駐屯地に新編。
8. 第2混成団後方支援中隊（善通寺駐屯地）を廃止・改編し、第14後方支援隊を善通寺駐屯地に新編。

- 2008年（平成20年）3月26日：部隊改編。

1. 第2後方支援連隊武器大隊（旭川駐屯地）に第2師団隷下の諸部隊の整備部門を統合し、第2後方支援連隊第1整備大隊、同第2整備大隊を旭川駐屯地に新編。第2整備大隊特科直接支援中隊の第2直接支援小隊を名寄駐屯地に配置。
2. 第11後方支援連隊（真駒内駐屯地）を廃止・改編し、第11後方支援隊を真駒内駐屯地において編成完結。
3. 第13後方支援隊第4普通科直接支援小隊を廃止・改編し、中部方面後方支援隊に隷下に第302普通科直接支援隊（第47普通科連隊を支援）を海田市駐屯地に新編。

- 2010年（平成22年）3月26日：部隊改編。

1. 第302特科直接支援中隊（仙台駐屯地：第2特科群を支援）を廃止・改編し、東北方面後方支援隊に隷下に第102特科直接支援隊（東北方面特科隊を支援）を仙台駐屯地に新編。
2. 第303特科直接支援中隊（八戸駐屯地）を廃止・改編し、第102特科直接支援隊直接支援中隊（第4地対艦ミサイル連隊を支援）を新編し八戸駐屯地に配置。
3. 第9後方支援連隊武器大隊（青森駐屯地）に第9師団隷下の諸部隊の整備部門を統合し、第9後方支援連隊第1整備大隊、同2整備大隊を青森駐屯地に新編。
4. 第9後方支援連隊本部および付隊、補給隊が青森駐屯地から八戸駐屯地へ移駐。
5. 第101後方支援隊（那覇駐屯地）を廃止・改編し、第15旅団隷下に第15後方支援隊を那覇駐屯地に新編。
6. 第6高射特科群第107高射直接支援隊（八重瀬分屯地）を廃止・改編し、第15後方支援隊高射直接支援中隊（第15高射特科連隊を支援）を八重瀬分屯地に新編。

- 2011年（平成23年）
  - 4月21日：第301特科直接支援中隊（宇都宮駐屯地：第6地対艦ミサイル連隊を支援）を廃止。
  - 4月22日：部隊改編。

1. 北部方面後方支援隊隷下に第303普通科直接支援隊（第52普通科連隊を支援）を真駒内駐屯地に新編。
2. 第2後方支援連隊第2整備大隊対舟艇対戦車直接支援小隊（第2対舟艇対戦車中隊を支援）を上富良野駐屯地に新編。
3. 第1後方支援連隊第2整備大隊第2普通科直接支援隊（武山駐屯地）を廃止・改編し、東部方面後方支援隊隷下に第302普通科直接支援中隊（第31普通科連隊を支援）を武山駐屯地に新編。
4. 第102施設直接支援大隊第2直接支援隊が高田駐屯地から宇都宮駐屯地へ移駐。

- 2013年（平成25年）3月26日：部隊改編。

1. 第12後方支援隊第2整備中隊第4普通科直接支援小隊（相馬原駐屯地）を廃止・改編し、東部方面後方支援隊隷下に第303普通科直接支援中隊（第48普通科連隊を支援）を相馬原駐屯地に新編。
2. 第10後方支援連隊第2整備大隊戦車直接支援中隊（今津駐屯地）を第10後方支援連隊第2整備大隊戦車直接支援隊（第10戦車大隊を支援）に縮小改編。
3. 第14後方支援隊第1整備中隊施設整備小隊（第14施設隊を支援）が高知駐屯地から徳島駐屯地に移駐。
4. 第4後方支援連隊第2整備大隊第1普通科直接支援隊（大村駐屯地）を廃止・改編し、第4後方支援連隊第2整備大隊第1普通科直接支援中隊を大村駐屯地に新編。
5. 第4後方支援連隊第2整備大隊第2普通科直接支援隊（福岡駐屯地）を廃止・改編し、西部方面後方支援隊隷下に第304普通科直接支援中隊（第19普通科連隊を支援）を福岡駐屯地に新編。
6. 第4後方支援連隊第2整備大隊第3普通科直接支援隊（小倉駐屯地）を廃止・改編し、第4後方支援連隊第2整備大隊第2普通科直接支援中隊を小倉駐屯地に新編。
7. 第4後方支援連隊第2整備大隊第4普通科直接支援隊（別府駐屯地）を廃止・改編し、第4後方支援連隊第2整備大隊第3普通科直接支援中隊を別府駐屯地に新編。
8. 第4後方支援連隊第2整備大隊対舟艇対戦車直接支援隊（玖珠駐屯地）を廃止・改編し、第302対舟艇対戦車直接支援隊（西部方面対舟艇対戦車隊を支援）を玖珠駐屯地に新編。平時第4師団に隷属。

- 2014年（平成26年）
  - 3月25日：第101戦車直接支援隊（北恵庭駐屯地：第1戦車群を支援）が廃止。
  - 3月26日：部隊改編。

  1. 第303普通科直接支援隊（真駒内駐屯地）を廃止・改編し、北部方面後方支援隊隷下に第305普通科直接支援中隊（第52普通科連隊を支援）を真駒内駐屯地に新編。
  2. 第7後方支援連隊の即自訓練終了に伴いコア化部隊が廃止。
  3. 第11後方支援隊第2整備中隊戦車直接支援小隊（第11戦車大隊を支援）が真駒内駐屯地から北恵庭駐屯地に移駐。
  4. 第302普通科直接支援隊（海田市駐屯地）を廃止・改編し、第307普通科直接支援中隊（第47普通科連隊を支援）を中部方面後方支援隊隷下に海田市駐屯地に新編。
  5. 第10後方支援連隊第2整備大隊第4普通科直接支援中隊（豊川駐屯地）を廃止・改編し、中部方面後方支援隊隷下に第306普通科直接支援中隊（第49普通科連隊を支援）を豊川駐屯地に新編。
- 2015年（平成27年）3月26日：第302対舟艇対戦車直接支援隊の平時隷属が第4師団から第8師団に変更され、第8後方支援連隊に隷属。
- 2016年（平成28年）3月28日：第102施設直接支援大隊第1直接支援中隊古河派遣隊（古河駐屯地：第389施設中隊を支援）が廃止。

方面補給部隊、弾薬部隊の新編
- 2017年 （平成29年）3月27日：部隊改編。

1. 弾薬大隊改編準備室を北部方面後方支援隊本部付隊に設置。
2. 東北方面後方支援隊隷下に第301弾薬中隊（コア部隊）を仙台駐屯地に新編。
3. 東部方面後方支援隊隷下に第302弾薬中隊（コア部隊）を霞ケ浦駐屯地に新編。
4. 中部方面後方支援連隊隷下に第101補給大隊（コア部隊）を桂駐屯地に新編。
5. 中部方面後方支援連隊隷下に第303弾薬中隊（コア部隊）を祝園分屯地に新編。

- 2018年（平成30年）
  - 3月26日：部隊改編。

  1. 第102施設直接支援大隊第1直接支援中隊駒門派遣隊（駒門駐屯地：第364施設中隊を支援）が廃止。
  2. 第301普通科直接支援隊（相浦駐屯地：西部方面普通科連隊を支援）が廃止。
  3. 第101特科直接支援隊第1特科直接支援小隊（湯布院駐屯地：第112特科大隊を支援）が廃止。

  - 3月27日：部隊の新・改編。

  1. 北部方面輸送隊第101輸送業務隊を廃止し、陸上自衛隊中央輸送隊第1方面分遣隊に改編。
  2. 東北方面輸送隊第105輸送業務隊を廃止し、陸上自衛隊中央輸送隊第2方面分遣隊に改編。
  3. 東部方面輸送隊第102輸送業務隊（朝霞駐屯地）を廃止し、陸上自衛隊中央輸送隊第3方面分遣隊に改編。
  4. 中部方面輸送隊第104輸送業務隊を廃止し、陸上自衛隊中央輸送隊第4方面分遣隊に改編。
  5. 西部方面輸送隊第103輸送業務隊を廃止し、陸上自衛隊中央輸送隊第5方面分遣隊に改編。
  6. 水陸機動団後方支援大隊を相浦駐屯地に新編。
  7. 東北方面後方支援隊隷下に第102補給大隊（コア部隊）を仙台駐屯地に新編。
  8. 第303高射直接支援中隊（八戸駐屯地）を廃止・改編し、東北方面後方支援隊隷下に第301高射直接支援隊（第101高射特科隊を支援）を八戸駐屯地に新編。
  9. 東部方面後方支援隊隷下に第103補給大隊（コア部隊）を霞ヶ浦駐屯地に新編。
  10. 第14後方支援隊第2整備中隊特科直接支援小隊（松山駐屯地：第14特科隊を支援）を廃止・改編し、第301特科直接支援隊（中部方面特科隊を支援）を松山駐屯地に新編。平素第14後方支援隊に隷属。
  11. 第14後方支援隊第2整備中隊第1普通科直接支援小隊（善通寺駐屯地：第15普通科連隊を支援）を廃止・改編し、第14後方支援隊即応機動直接支援中隊（第15即応機動連隊を支援）を善通寺駐屯地に新編。
  12. 西部方面後方支援隊隷下に第101弾薬大隊（コア部隊）を大分分屯地に新編。
  13. 第8後方支援連隊第2整備大隊第2普通科直接支援中隊（えびの駐屯地）を廃止・改編し、西部方面後方支援隊隷下に第308普通科直接支援中隊（第24普通科連隊を支援）をえびの駐屯地に新編。
  14. 第8後方支援連隊第2整備大隊特科直接支援中隊（北熊本駐屯地：第8特科連隊を支援）を廃止・改編し、第304特科直接支援中隊（西部方面特科連隊を支援）を北熊本駐屯地に新編。平素第8師団に隷属。
  15. 第4後方支援連隊第2整備大隊戦車直接支援中隊（玖珠駐屯地：第4戦車大隊を支援）、第8後方支援連隊第2整備大隊戦車直接支援中隊（玖珠駐屯地：第8戦車大隊を支援）を廃止・改編し、西部方面後方支援隊隷下に第301戦車直接支援中隊（西部方面戦車隊を支援）を玖珠駐屯地に新編。
  16. 第8後方支援連隊第2整備大隊第3普通科直接支援中隊（北熊本駐屯地：第42普通科連隊を支援）を廃止・改編し、第8後方支援連隊第2整備大隊即応機動直接支援中隊（第42即応機動連隊を支援）を北熊本駐屯地に新編。
- 2019年（平成31年）3月26日：部隊改編。

1. 北部方面後方支援隊隷下に第104補給大隊（コア部隊）を島松駐屯地に新編。
2. 北部方面後方支援隊隷下に第102弾薬大隊（コア部隊）を北千歳駐屯地に新編。第1弾薬中隊を上富良野駐屯地に配置。
3. 第11後方支援隊第2整備中隊第1普通科直接支援小隊（滝川駐屯地：第10普通科連隊を支援）を廃止・改編し、戦車直接支援小隊、特科直接支援小隊、高射直接支援隊の一部を増強し、第11後方支援隊即応機動直接支援中隊（第10即応機動連隊を支援）を滝川駐屯地に新編。
4. 第6後方支援連隊第2整備大隊第2普通科直接支援中隊（多賀城駐屯地：第22普通科連隊を支援）を廃止・改編し、第6後方支援連隊第2整備大隊即応機動直接支援中隊（第22即応機動連隊を支援）を多賀城駐屯地に新編。
5. 第6後方支援連隊第2整備大隊戦車直接支援隊（大和駐屯地：第6戦車大隊を支援）を廃止・改編し、第6後方支援連隊第2整備大隊即応機動直接支援中隊直接支援小隊（即応機動連隊機動戦闘車隊を支援）を大和駐屯地に新編。
6. 西部方面後方支援隊隷下に第105補給大隊（コア部隊）を目達原駐屯地に新編。
7. 西部方面後方支援隊隷下に第103弾薬大隊（コア部隊）を目達原駐屯地に新編。
8. 第304特科直接支援中隊（北熊本駐屯地：西部方面特科連隊を支援）を廃止・改編し、第101特科直接支援隊第1直接支援中隊を北熊本駐屯地に新編。第1直接支援小隊（西部方面特科連隊第1特科大隊を支援）を北熊本駐屯地に、第3直接支援小隊（西部方面特科連隊第3特科大隊を支援）をえびの駐屯地に配置。
9. 第4後方支援連隊第2整備大隊特科直接支援中隊（久留米駐屯地：第4特科連隊を支援）を廃止・改編し、第101特科直接支援隊第1直接支援中隊第2直接支援小隊（西部方面特科連隊第2特科大隊を支援）を玖珠駐屯地に新編。
10. 第4後方支援連隊第2整備大隊特科直接支援中隊（久留米駐屯地：第4特科連隊を支援）を廃止・改編し、第101特科直接支援隊第1直接支援中隊第4直接支援小隊（西部方面特科連隊第4特科大隊を支援）を久留米駐屯地に新編。
11. 第101特科直接支援隊直接支援中隊（健軍駐屯地）を廃止・改編し、第101特科直接支援隊第2直接支援中隊（第5地対艦ミサイル連隊を支援）に改編。
12. 第101特科直接支援隊第3直接支援小隊（第301地対艦ミサイル中隊を支援）を瀬戸内分屯地に新編。
13. 第102高射直接支援大隊第1直接支援中隊第1直接支援小隊（第344高射中隊を支援）が飯塚駐屯地から奄美駐屯地に移駐。
14. 第4後方支援連隊第2整備大隊偵察直接支援小隊（福岡駐屯地：第4偵察隊を支援）を廃止・改編し、西部方面後方支援隊第301戦車直接支援中隊の一部を増強し第4後方支援連隊第2整備大隊偵察戦闘直接支援隊（第4偵察戦闘大隊を支援）を福岡駐屯地に新編。

- 2020年（令和02年）3月26日：東北方面後方支援隊の改編。

1. 第9後方支援連隊第2整備大隊特科直接支援中隊（岩手駐屯地：第9特科連隊を支援）を廃止・改編し、第305特科直接支援中隊（東北方面特科連隊を支援）を岩手駐屯地に新編。中隊本部、整備小隊、第2特科直接支援小隊（第2特科大隊を支援）および第4特科直接支援小隊（第4特科大隊を支援）を岩手駐屯地に配置。
2. 第6後方支援連隊第2整備大隊特科直接支援中隊（郡山駐屯地：第6特科連隊を支援）を廃止・改編し、第305特科直接支援中隊第1特科直接支援小隊（第1特科大隊を支援）、第3特科直接支援小隊（第3特科大隊を支援）を郡山駐屯地に新編。

- 2022年（令和04年）3月17日：部隊改編。

1. 第2後方支援連隊第2整備大隊第1普通科直接支援中隊（名寄駐屯地：第3普通科連隊を支援）を廃止・改編し、第2後方支援連隊第2整備大隊即応機動直接支援中隊（第3即応機動連隊を支援）を名寄駐屯地に新編。
2. 第1後方支援連隊第2整備大隊戦車直接支援隊（駒門駐屯地：第1戦車大隊を支援）と同偵察直接支援小隊（練馬駐屯地：第1偵察隊を支援）を廃止・改編し、第1後方支援連隊第2整備大隊偵察戦闘直接支援隊（第1偵察戦闘大隊を支援）を朝霞駐屯地に新編。

- 2023年（令和05年）
  - 3月15日：第12後方支援隊第2整備中隊対戦車直接支援班（相馬原駐屯地：第12対戦車中隊を支援）を廃止。
  - 3月16日：部隊改編。

  1. 第5後方支援隊第2整備中隊第2普通科直接支援小隊（美幌駐屯地）を廃止・改編し、第5後方支援隊即応機動直接支援中隊（第6即応機動連隊を支援）を美幌駐屯地に新編。
  2. 第1後方支援連隊第2整備大隊特科直接支援隊（北富士駐屯地：第1特科隊を支援）を廃止・改編し、第306特科直接支援中隊（東部方面特科連隊を支援）を北富士駐屯地に新編。
  3. 第12後方支援隊第2整備中隊特科直接支援小隊（宇都宮駐屯地：第12特科隊を支援）を廃止・改編し、第306特科直接支援中隊第2直接支援小隊（東部方面特科連隊第2特科大隊を支援）を宇都宮駐屯地に新編。
  4. 第12後方支援隊第2整備中隊偵察戦闘直接支援隊（第12偵察戦闘大隊を支援）を第2整備中隊偵察直接支援小隊を基幹に相馬原駐屯地で新編。
  5. 第3後方支援連隊第2整備大隊戦車直接支援隊（今津駐屯地）と偵察直接支援小隊（千僧駐屯地）を廃止・改編し、第3後方支援連隊第2整備大隊偵察戦闘直接支援隊（第3偵察戦闘大隊を支援）を今津駐屯地に新編。
  6. 与那国沿岸監視隊後方支援隊（与那国駐屯地）を廃止し、駐屯地管理業務を与那国駐屯地業務隊に移管。
- 2024年（令和06年）
  - 3月20日：部隊改編。

  1. 第101特科直接支援大隊第2直接支援中隊（上富良野駐屯地：第4特科群を支援）を廃止。
  2. 第102特科直接支援隊（仙台駐屯地：東北方面特科隊を支援）を廃止。

  - 3月21日：部隊改編。

  1. 第101特科直接支援大隊第1直接支援中隊第6直接支援小隊（第131特科大隊を支援）を上富良野駐屯地に新編。
  2. 第102特科直接支援隊直接支援中隊（八戸駐屯地）を廃止・改編し、東北方面後方支援隊隷下に第307特科直接支援中隊（第4地対艦ミサイル連隊を支援）を八戸駐屯地に新編。
  3. 第301高射直接支援隊（八戸駐屯地：第101高射特科隊）を廃止・改編し、東北方面後方支援隊隷下に第303高射直接支援中隊（第5高射特科群を支援）を八戸駐屯地に再編。
  4. 第9後方支援連隊第2整備大隊隊戦車直接支援隊（岩手駐屯地）と同偵察直接支援小隊（弘前駐屯地）を廃止・改編し、第9後方支援連隊第2整備大隊偵察戦闘直接支援隊（第9偵察戦闘大隊を支援）を岩手駐屯地に新編。
  5. 第3後方支援連隊第2整備大隊特科直接支援隊（姫路駐屯地：第3特科隊を支援）を廃止・改編し、第308特科直接支援中隊（中部方面特科連隊を支援）を姫路駐屯地に新編し中隊本部、第1特科直接支援小隊（中部方面特科連隊第1特科大隊を支援）を姫路駐屯地に配置。
  6. 第10後方支援連隊第2整備大隊特科直接支援中隊（豊川駐屯地：第10特科連隊の支援）を廃止・改編し、第308特科直接支援中隊第2特科直接支援小隊（中部方面特科連隊第2特科大隊を支援）を豊川駐屯地に新編。
  7. 第13後方支援隊第2整備中隊特科直接支援小隊（日本原駐屯地：第13特科隊を支援）を廃止・改編し、第308特科直接支援中隊第3特科直接支援小隊（中部方面特科連隊第3特科大隊を支援）を日本原駐屯地に新編。
  8. 第301特科直接支援隊（松山駐屯地：中部方面特科隊）を廃止・改編し、第308特科直接支援中隊第4特科直接支援小隊（中部方面特科連隊第4特科大隊を支援）を松山駐屯地に新編。
  9. 第10後方支援連隊第2整備大隊隊戦車直接支援隊（今津駐屯地）と同偵察直接支援小隊（春日井駐屯地）を廃止・改編し、第10後方支援連隊第2整備大隊偵察戦闘直接支援隊（第10偵察戦闘大隊を支援）を豊川駐屯地に新編。
  10. 第13後方支援連隊第2整備中隊戦車直接支援隊（日本原駐屯地）と同偵察直接支援小隊（出雲駐屯地）を廃止・改編し、第13後方支援連隊第2整備中隊偵察戦闘直接支援隊（第13偵察戦闘大隊を支援）を出雲駐屯地に新編。
  11. 第101特科直接支援隊（湯布院駐屯地：西部方面特科隊を支援）を廃止・改編し、第102特科直接支援大隊（第2特科団を支援）を湯布院駐屯地に新編。
  12. 第102特科直接支援大隊第3特科直接支援中隊（第7地対艦ミサイル連隊を支援）を勝連分屯地に新編。

- 2025年（令和07年）3月24日：第102特科直接支援大隊第4直接支援中隊（第8地対艦ミサイル連隊を支援）を湯布院駐屯地に新編。